# Huile d'olive de Provence AOC
Ne doit pas être confondu avec Huile d'olive d'Aix-en-Provence (AOC)
L'huile d'olive de Provence est protégée par une appellation d'origine contrôlée (AOC) à la suite d'une enquête diligentée par l'INAO, dont les conclusions ont été déposées auprès de la commission le 26 octobre 2006 et la signature du décret parut au Journal officiel le 14 mars 2007. 
Elle est produite dans les départements des Alpes-de-Haute-Provence, des Alpes-Maritimes, des Bouches-du-Rhône, du Var et de Vaucluse, tous situés dans la région Provence-Alpes-Côte d'Azur et, hors de celle-ci, dans quelques communes du Gard rhodanien et une commune de la Drôme.

## Histoire

### Préhistoire et Antiquité

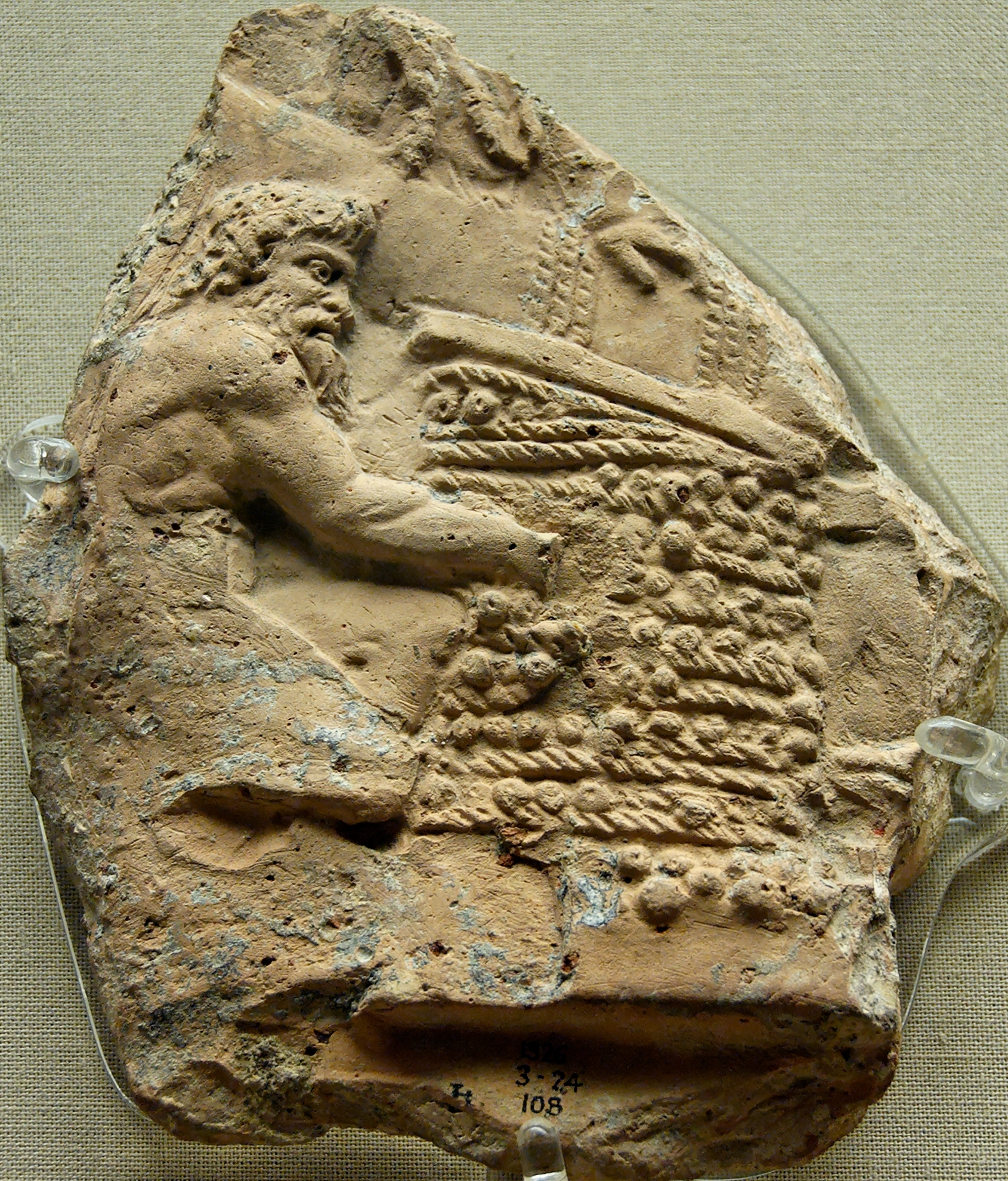

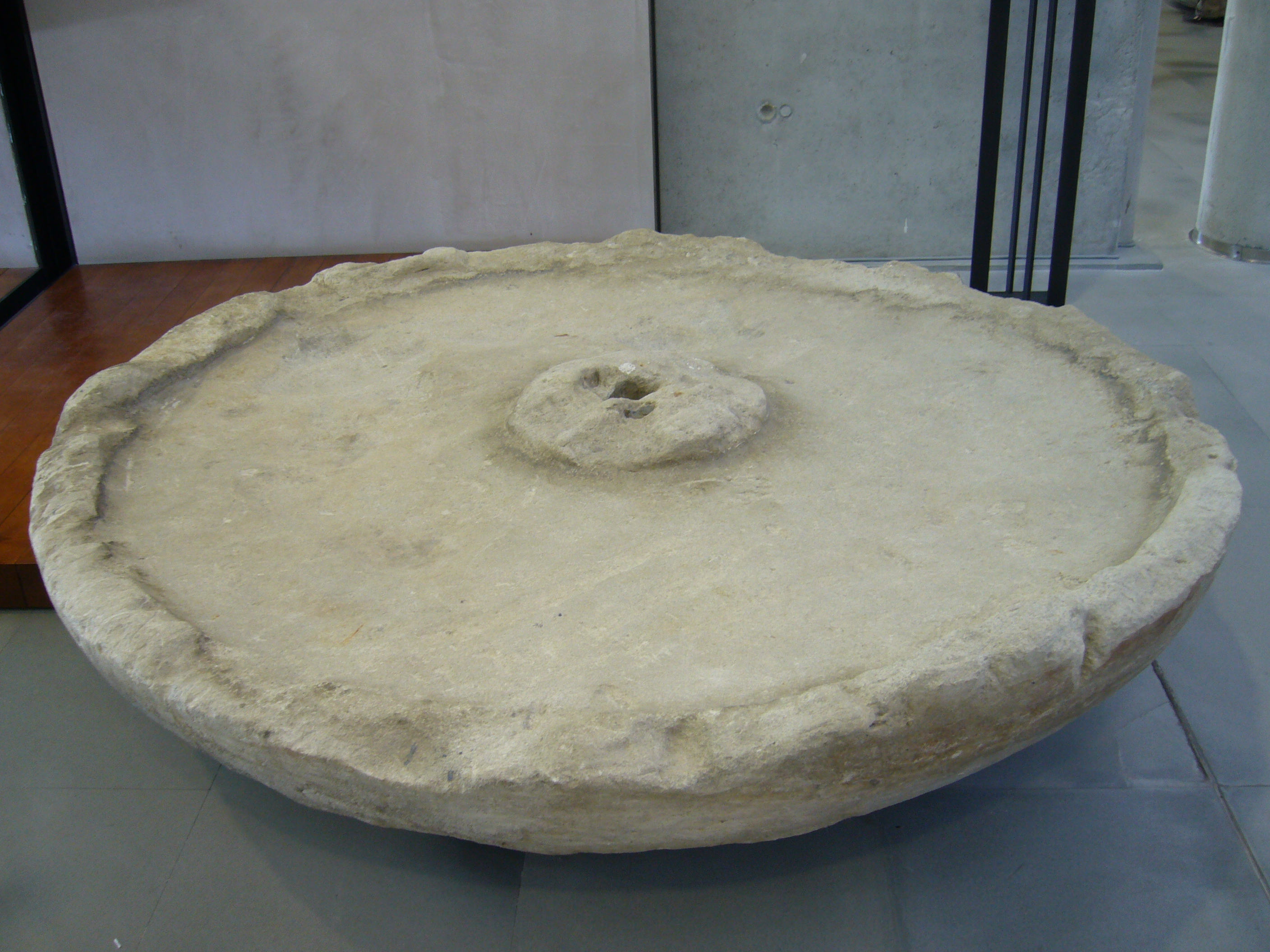

Les recherches archéologiques ont montré que l’olivier sauvage était présent dans le bassin méditerranéen, il y a plus de 60 000 ans. En France, des pollens fossiles ont été identifiés à Tautavel et des feuilles fossilisées datées de 8 000 ans avant notre ère, ont été retrouvées à Roquevaire et à la Sainte-Baume. En dépit des aléas climatiques, on dénombre quelques oliviers millénaires, dont ceux de Roquebrune-Cap-Martin (cf. l'Olivier millénaire). 
Justin, dans son Abrégé des histoires philippiques (Historiarum Philippicarum, Livre XLIII, chap. IV,1-2), un ouvrage qu'il présente dans sa préface comme un florilège des passages les plus importants et les plus intéressants du volumineux Historiæ phillippicæ et totius mundi origines et terræ situs rédigé par Trogue Pompée à l’époque d’Auguste, explique : « Sous l'influence des Phocéens, les Gaulois adoucirent et quittèrent leur barbarie et apprirent à mener une vie plus douce, à cultiver la terre et à entourer les villes de remparts. Ils s'habituèrent à vivre sous l'empire des lois plutôt que sous celui des armes, à tailler la vigne et à planter l'olivier, et le progrès des hommes et des choses fut si brillant qu'il semblait, non pas que la Grèce eût émigré en Gaule, mais que la Gaule eût passé dans la Grèce ».
Cet acte fondateur trouva un terreau approprié. Dans la basse vallée du Rhône, l'agriculture était pratiquée depuis près de deux millénaires. Les fouilles faites à Courthézon ont mis en évidence qu'une population de civilisation cardiale avait été la première, en France, à vivre de ses cultures et de son élevage. La datation, par dendrochronologie, a situé cette date à - 4 650 ans.  En Provence, les stèles anthropomorphes de Lauris, Orgon, Senas, Trets, Goult, L'Isle-sur-la-Sorgue et Avignon ont été datées entre - 3 000 et - 2 800 ans. Rattachées à la « civilisation de Lagozza », elles sont la preuve que l’agriculture était devenue prédominante dans les basses vallées du Rhône et de la Durance.
Les plus anciennes huileries ont été identifiées à Martigues. Elles sont datées du IVe siècle avant notre ère.
La colonisation romaine installa dans sa Province une véritable oléiculture. Ordre fut donné aux légions de planter des oliviers. Les colons n'eurent qu'à prendre le relais. Ce fut le cas sur l'actuel hameau des Gondonnets à Saignon. Les fouilles ont dégagé, près de la Via Domitia, les ruines d'une villa gallo-romaine spécialisée dans la production de vin et d'huile d'olive. Sur une terrasse en béton de tuileau se trouvaient deux cuves de foulage en communication avec des cuves de fermentation. Les oliviers, qui selon la méthode romaine, servaient de support à la vigne, avaient leurs olives broyées dans un moulin dont la partie fixe était encore en place. Le pressoir à huile a été situé mais ses structures ont disparu. Cette villa fut détruite en 275 lors de la descente des Alamans dans la vallée du Rhône.
De plus, la découverte, en 1967, à Orgon, d'une lampe à huile ornée du chandelier à sept branches, atteste la présence des Juifs dans la Provincia dès la fin du Ier siècle,. 

### Moyen Âge

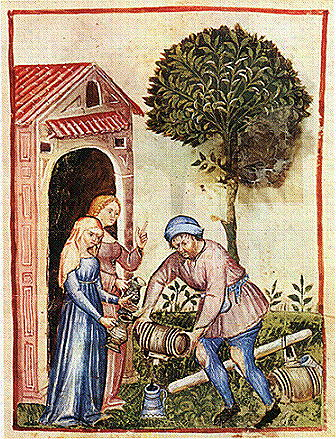

La Provence ayant été libérée de la présence des Sarrasins par Guillaume de Provence, en 973, à la bataille de Tourtour, ce fut généralement vers la fin du Xe siècle que les évêques provençaux entreprirent de faire construire ou reconstruire des moulins à eau. Les chartes des cartulaires qui nous ont été conservés restent les témoins irremplaçables de ces initiatives. Le Cartulaire de l'Église d'Apt indique que deux contrats furent signés en l'an 998 par l'évêque Teudéric. Elles sont datées toutes deux du 30 août. L'évêque dit concéder des terres sur les rives du Calavon à deux couples, la première, dite de la Croix, à Geoffroy et son épouse Madeleine, la seconde, dénommée Haute-Rive, à Didon et son épouse Arantrude. Ceux-ci devront construire un moulin (huile, blé et foulon) et travail fini ils auront en pleine propriété la moitié de celui-ci, l'autre partie étant concédée à l'évêque. Chaque couple restera propriétaire de la moitié de son moulin sa vie durant contre un cens annuel d'une livre de cire.  
La troisième charte de cession fut signée le 30 avril 1008, soit une décennie plus tard. Passée dans les mêmes conditions que les précédentes, son intérêt réside dans le fait que ce contrat est fait avec le prêtre Durand, chanoine du chapitre cathédral qui pourra accéder à la mi-propriété du moulin de la Roche-Corbière comme un laïc.
Mais durant tout le Moyen Âge, l'huile d'olive va être peu utilisée, sauf le vendredi et samedi, jours de jeûne, et en Carême pour faire frire le poisson. Louis Stouff, spécialiste de l'histoire de l'alimentation, a constaté : « Dans les livres de compte l'huile d'olive est mentionnée uniquement pour trois aliments fèves, œufs et poisson frit. L'importance de l'huile tient uniquement aux 140 à 150 jours de jeûne ».  
Au bas Moyen Âge, période où les historiens ont à leur disposition plus de textes, il y a des oliveraies mais elles sont rarement mentionnées en tant que telles : en 1304, à Salon-de-Provence, un censier indique que, sur 106 parcelles soumises à une redevance en huile, 55 sont des champs et des vignes ; il en est de même à Grasse où, en 1364, un acte signale « les raisins ainsi que les olives et autres fruits de cette vigne » ; un siècle plus tard, à Carpentras, il est question d'« un verger d'oliviers dans lequel est implantée une vigne de douze journaux ».

### Renaissance

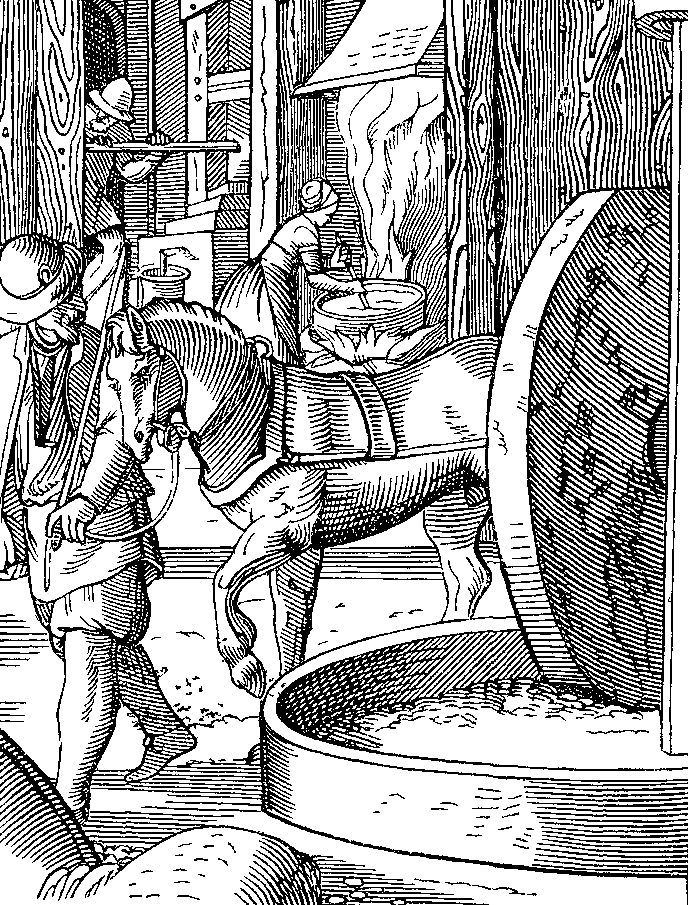

Si les oliviers n'apparaissent que peu dans les textes et compoix avant le milieu du XVe siècle, le XVIe siècle fut marqué par une reprise de sa culture. Pierre Quiqueran de Beaujeu (1522-1550), natif de Mouriès, constatait dans sa Provence louée (livre II, chap. XXXII) : « Touchant à l'huyle son usage est plus à souhaiter pour la nécessité que pour le plaisir. Jadis parmi nous celle d'Espagne était réputée la meilleure. Aujourd'hui toute la Provence est peuplée d'olivettes si grasses et si bien peignées, que nous ne devons céder ni envier l'honneur de cette liqueur à aucune province du monde ».
Pourtant, les inventaires notariés font juste quelques mentions de l'huile d'olive, en signalant d'ailleurs que son transport et sa conservation se font dans des jarres (jarra per tenir olly). Ce qui n'a pas empêché Noël Coulet de repérer et d'identifier plusieurs moulins à huile pour cette période dans Aix-en-Provence. 
De toute façon, dans cette cité où réside le roi René, comte de Provence (1434-1470), cette huile n'a pas bonne réputation puisque le bon roi, en parfait Valois, préfère l'huile de noix et fait même planter des noyers dans son domaine de Gardanne. Mais comme la situation était en train de changer, Louis Stouff, en conclut que « ses goûts en matière de graisse sont une curiosité sans grande importance ».
En effet, grâce à la conquête de nouveaux débouchés maritimes, les savonneries de Marseille prirent une place décisive sur le marché méditerranéen. La répercussion en Provence fut importante puisque, en moins d'un siècle, les oliveraies se multiplièrent pour répondre à la demande. L'exemple de Trans-en-Provence est probant : 
| Année | Nombre total de parcelles | Nombre de parcelles plantées en oliviers |
| ----- | ------------------------- | ---------------------------------------- |
| 1552  | 1 410                     | 193                                      |
| 1630  | 1 396                     | 364                                      |
| 1671  | 1 480                     | 630                                      |

Le nombre de moulins augmenta en conséquence. D'un seul en 1552, il passa à deux en 1654,  à trois en 1724 et à quatre en 1755. Entre 1700 et 1760, la production d'olive de ce village quadrupla en passant de 40 000 litres à 158 000 litres.

### Période moderne

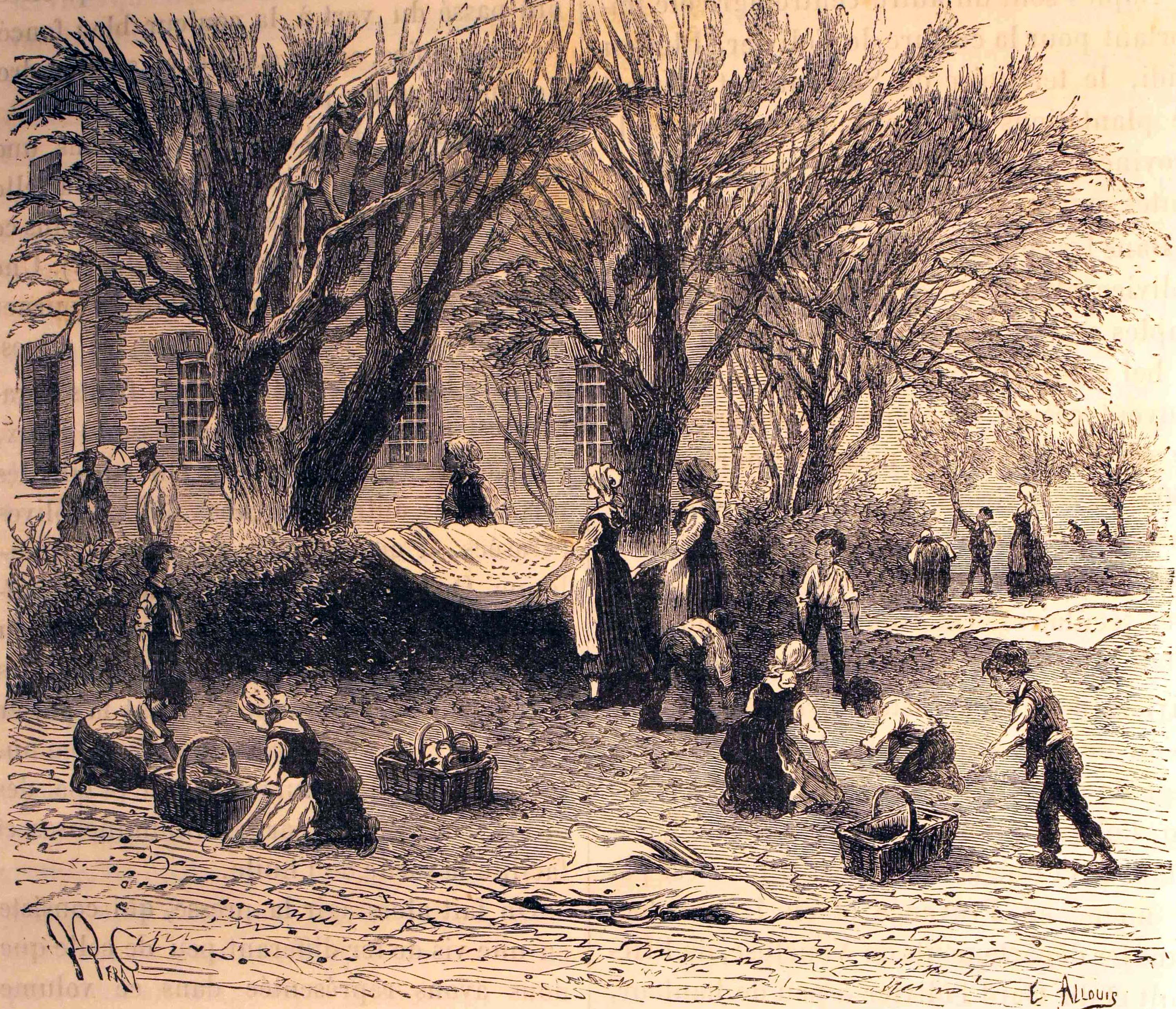
Récolte d'olives en Provence au XIXe siècle.

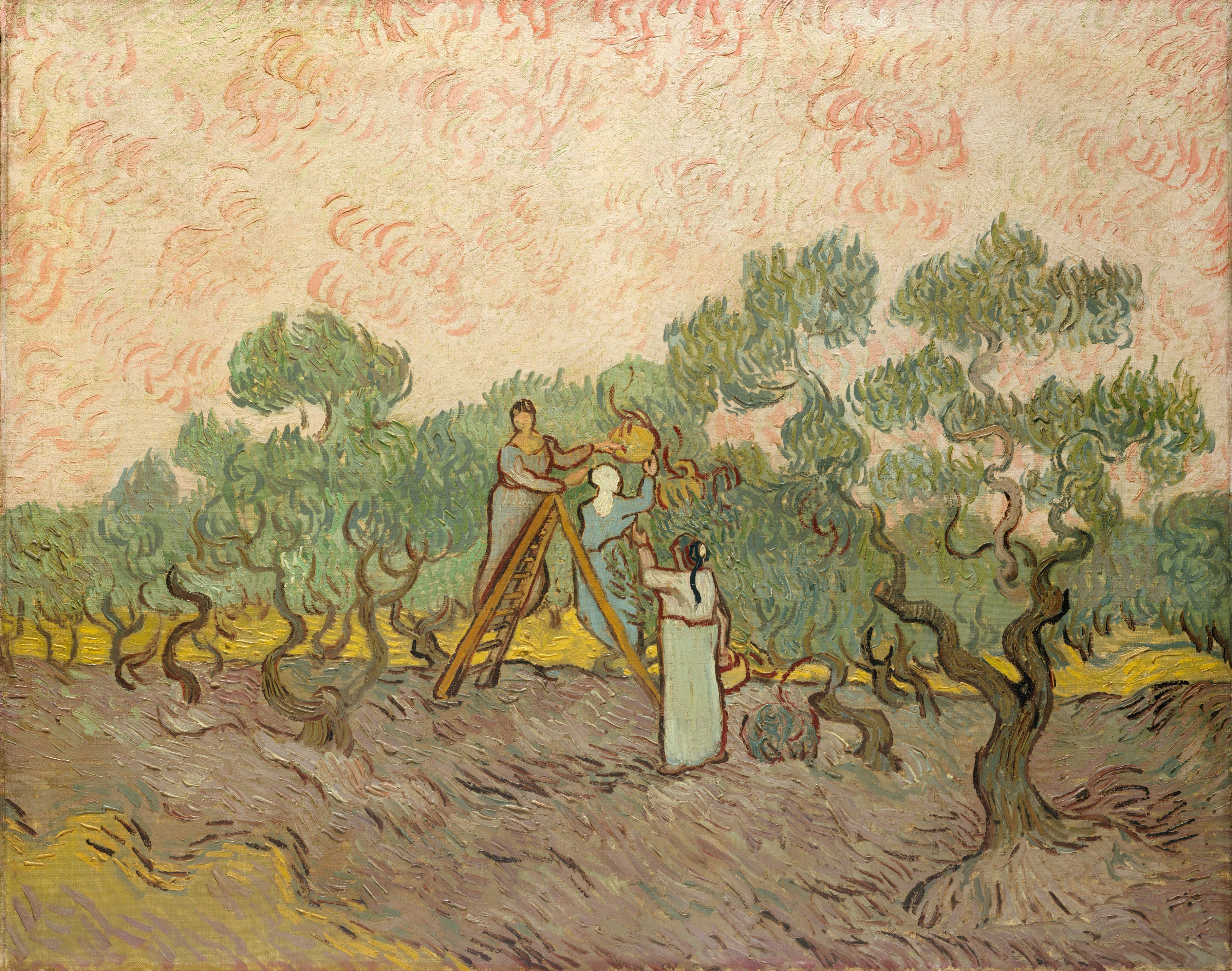
Récolte des olives sur cavalet
Vincent van Gogh,
Saint-Rémy-de-Provence, décembre 1889.

L'apogée de la culture de l'olivier, en Provence, eut lieu au XVIIIe siècle.
Au cours des XVIIIe et XIXe siècles, le ramassage des olives se faisait, soit à la main dans la vallée du Rhône, soit par gaulage en Provence orientale où les arbres sont plus hauts. Des scènes d'olivaison identiques sont reproduites sur des vases antiques. Les femmes avaient droit à un statut spécial. Fernand Benoit explique : « Les oliveuses emploient de grandes échelles à trois pieds, les cavalets, plus larges en bas qu'au sommet ; la partie de l'arbre où l'on cueille les olives sans changer de place s'appelle la cavaletade. Les olives sont ramassées dans de petits paniers d'osier tressé, les canastèu, d'où elles sont transvasées dans de grandes banastes munies de deux anses ».
Pour ceux qui n'avaient pas d'olivettes, la tentation d'entrer et de se fournir dans le verger d'autrui avant la récolte était chose courante. Le Conseil de Ville de La Fare-les-Oliviers, le 8 novembre 1788, dut prendre un arrêté pour tenter de mettre fin à cette pratique, en interdisant « d'aller glaner des olives dans toute l'étendue du terroir de La Fare jusqu’à ce que les récoltes des olives soient entièrement finies, qu'à la diligence des sieurs maire et consuls, il sera mis un garde pendant tout le courant des dites récoltes, qui dénoncera toutes les personnes qu'il trouvera glaner, lesquelles payeront chacun de contrevenants dix livres d'amende pour chaque contravention applicable aux pauvres de ce dit lieu et que les personnes qui seront trouvées voler des olives seront poursuivies criminellement à la diligence desdits sieurs maire, consuls et communauté et que la présente délibération sera homologuée par nos seigneurs du Parlement de ce pays de Provence ». 

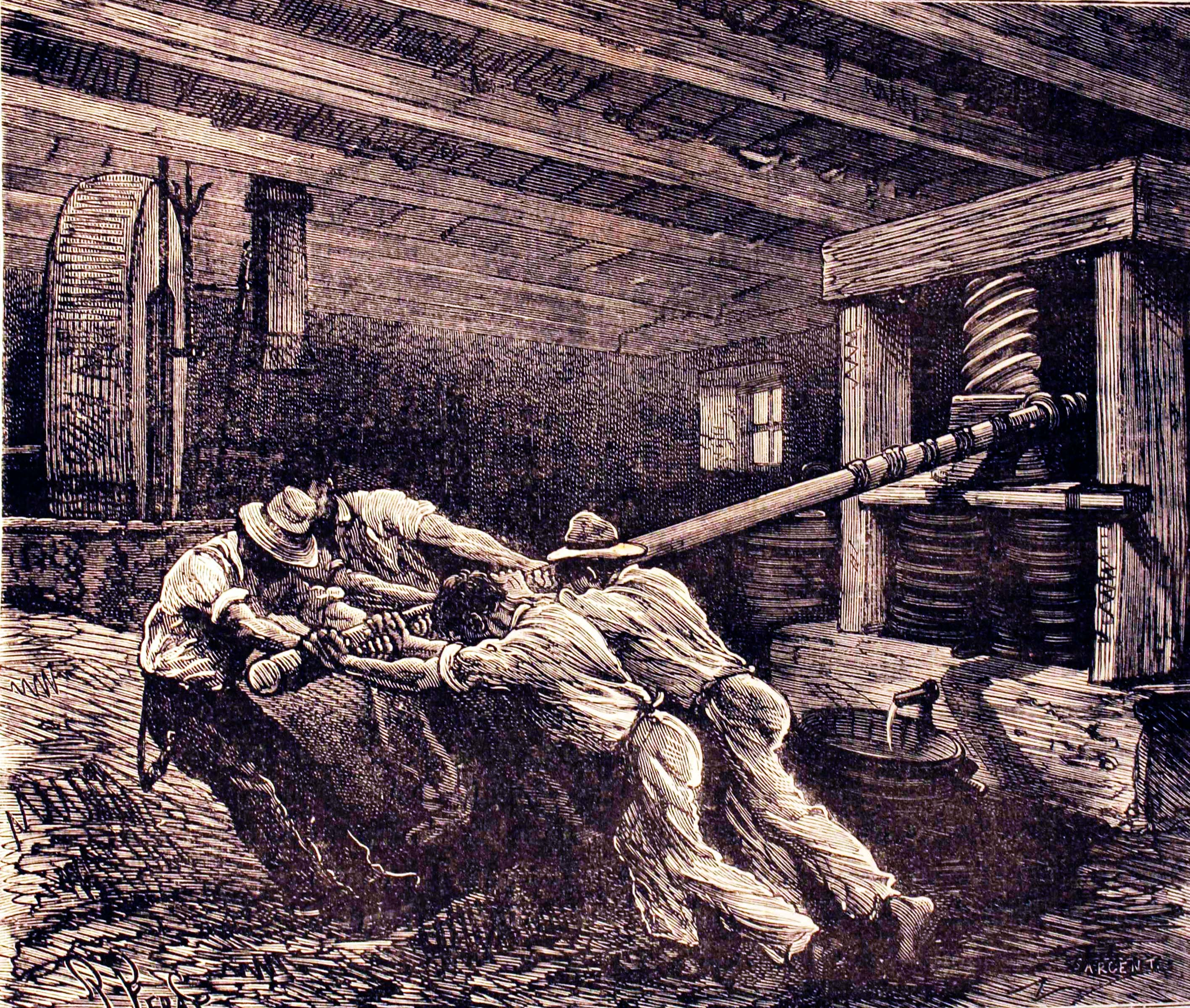
Pressoir à olives au XIXe siècle.

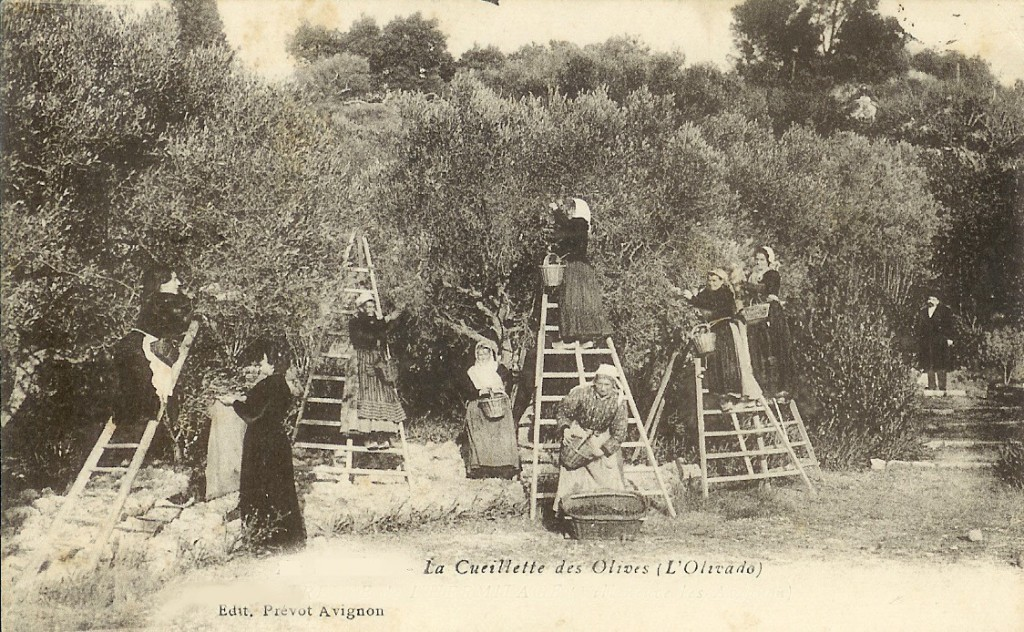
Olivade dans le Vaucluse au début du XXe siècle.

Au XVIIIe siècle, la grande majorité des moulins étaient « à recense ». Le marc d'olives, passé plusieurs fois au pressoir, était régulièrement ébouillanté, ce qui permettait de faire remonter la matière grasse. Cette technique permettait de recueillir l'huile à la surface des bassins de décantation. Le résidu du marc ou grignon était recyclé, soit en tant qu'engrais, soit comme combustible pour la chaudière.  
La révolution industrielle eut ses répercussions en agriculture. Elle apporta une mécanisation de plus en plus poussée et l'outillage des moulins à huile devint de plus en plus encombrant et coûteux. Rares furent, au XIXe siècle, les petits propriétaires qui purent s'équiper. Ils préférèrent opter pour l'apport de leur récolte au moulin le plus proche. Les seules exceptions furent dans les zones de grandes cultures (Massif des Maures, pays d'Aix-en-Provence et Alpilles). 

Anciens pressoirs à huile d'olive
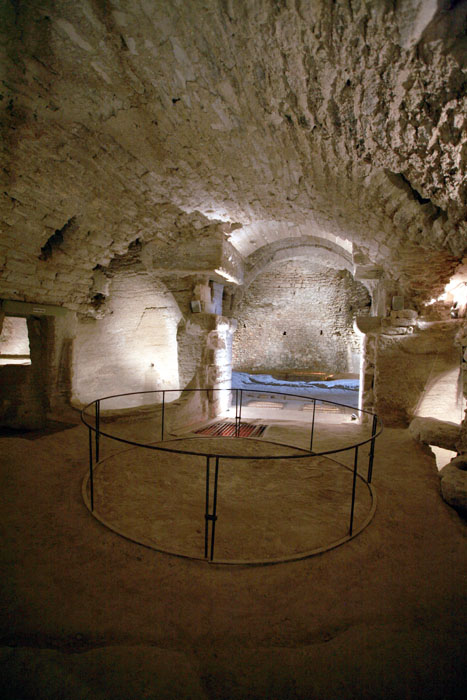
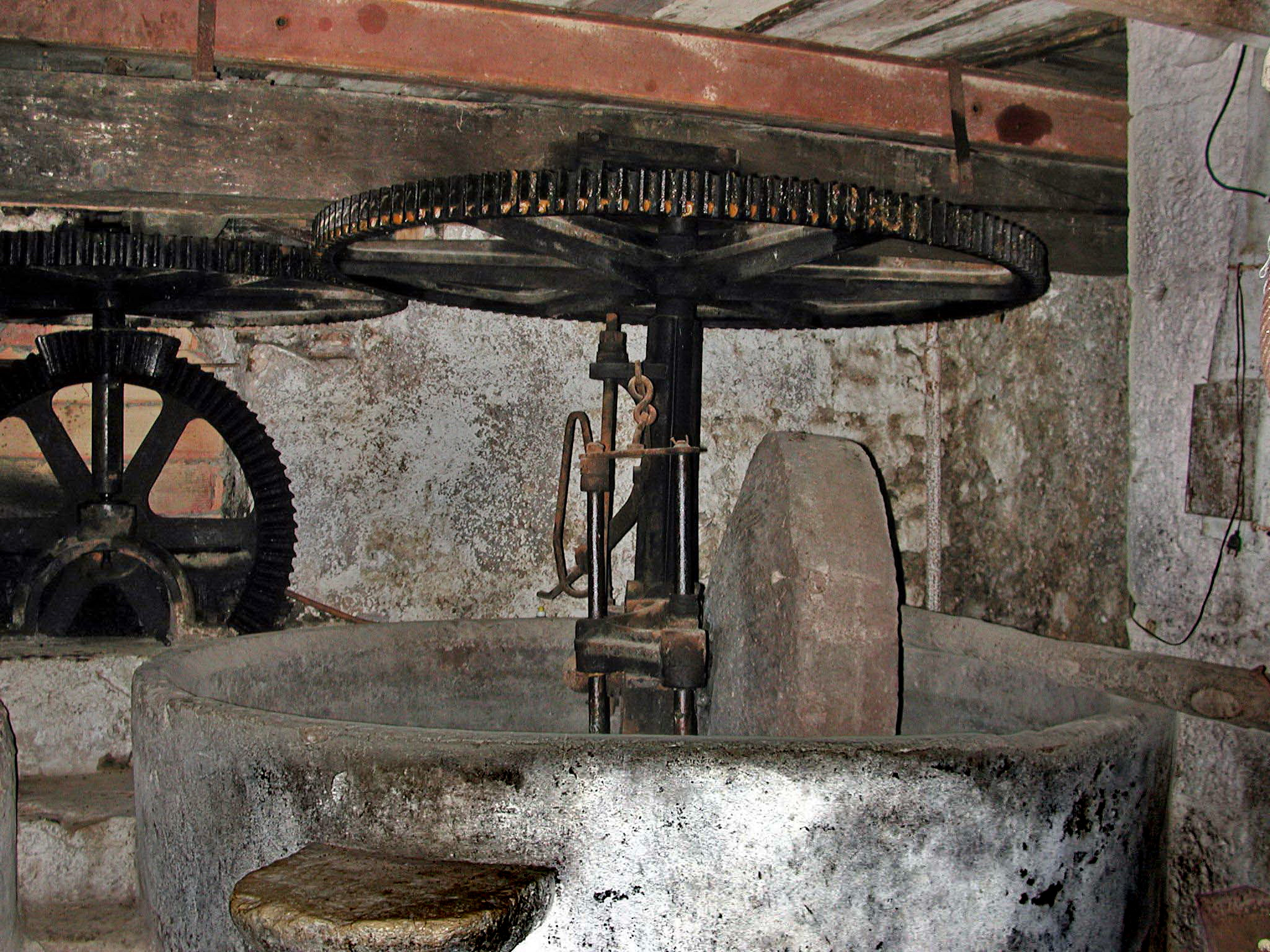
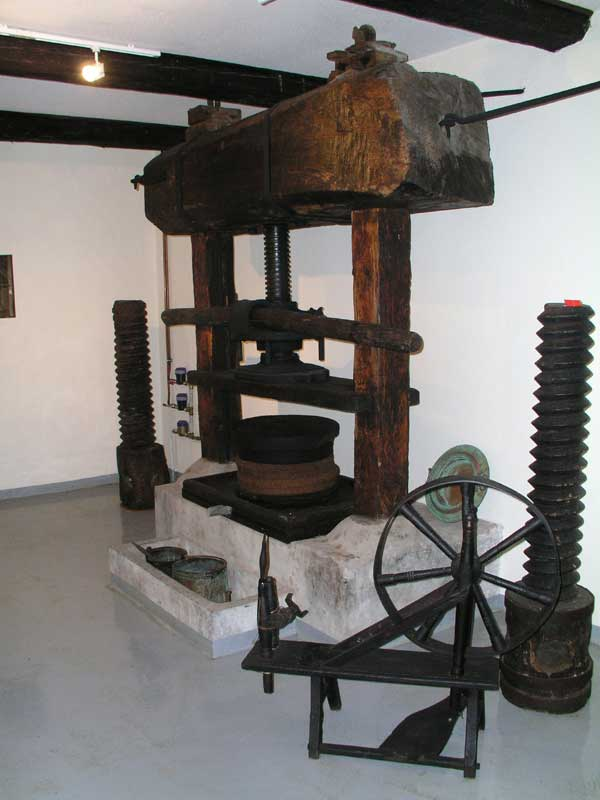
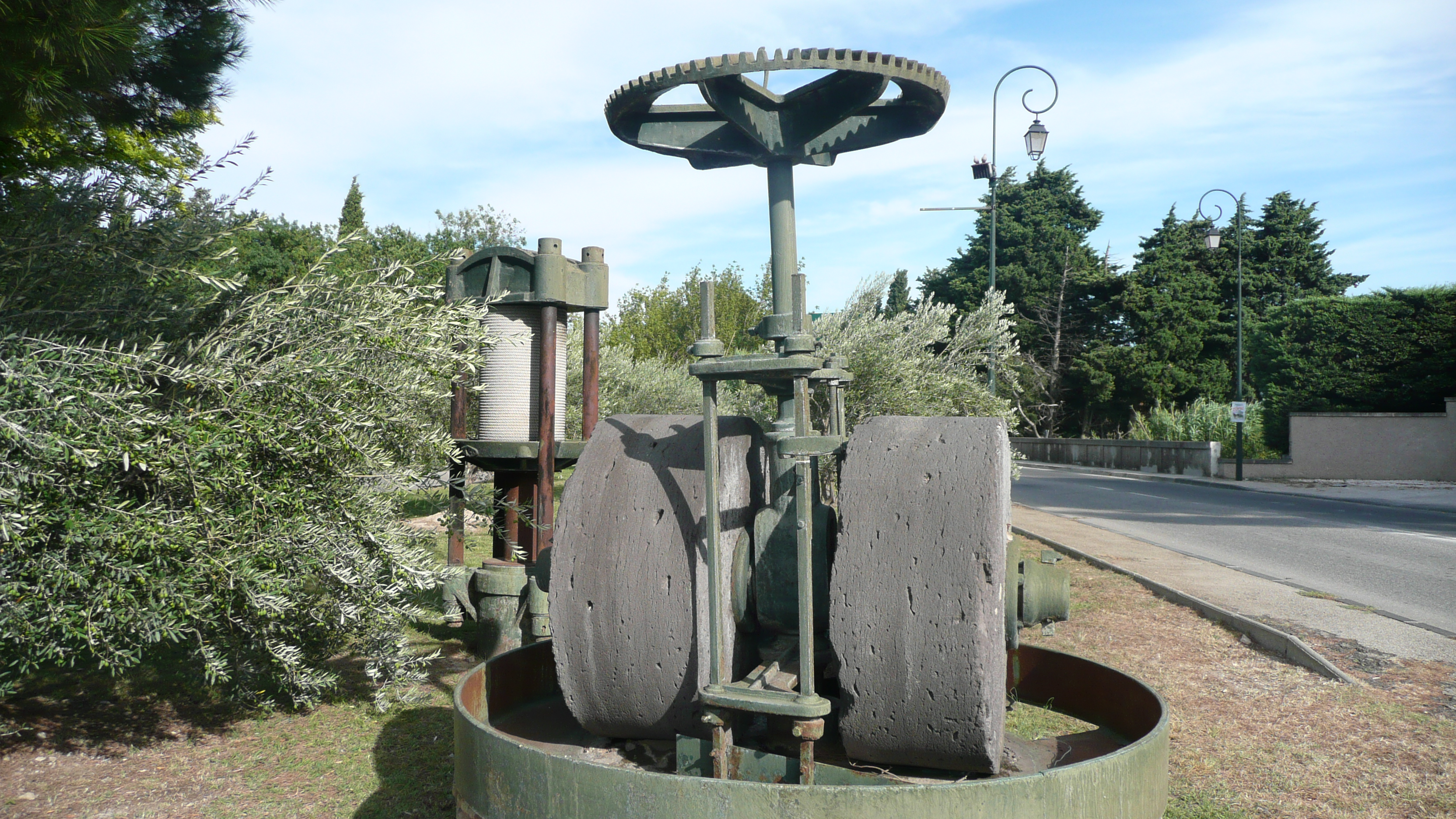

### Période contemporaine
Pendant la Seconde Guerre mondiale, la pénurie de matières grasses relança la fabrication de l'huile d'olive. Cette relance entrait directement dans le cadre de la politique agricole voulue par Philippe Pétain qui, en février 1920, avait acquis et mis en valeur une propriété à Villeneuve-Loubet. Dans une lettre adressée en 1934 à son neveu, il expliquait son retour à la terre : « J'ai fait quelques essais à l'Ermitage qui ont assez bien réussi ; j'ai fait du vin, de la volaille, des légumes, des fruits, de l'huile d'olive, etc. ».
L'huile d'olive subit ensuite une forte concurrence des huiles végétales élaborées et mises sur le marché par les trusts de l'industrie agro-alimentaire. Sa consommation baissa significativement, tout d'abord à cause de son prix relativement élevé, ensuite par une méconnaissance du produit  et enfin par de vastes campagnes publicitaires de la part des trusts pour imposer leurs corps gras. 
| Produit        | Moyenne 1950-1953 | Moyenne 1958-1961 | Moyenne 1971-1974 | Moyenne 1979-1983 |
| -------------- | ----------------- | ----------------- | ----------------- | ----------------- |
| Huile d'olive  | 0.7               | 0.5               | 0.4               | 0.4               |
| Huile végétale | 5.6               | 7.6               | 8.4               | 12.0              |
| Total          | 6.3               | 8.1               | 10.9              | 12.4              |

Un regain d'intérêt pour l'huile d'olive est apparu depuis la mise en exergue de l'importance du régime méditerranéen pour la santé. Au côté du vin et des effets bénéfiques de son resvératrol et de ses polyphénols, l'huile d'olive a des effets aussi bénéfiques grâce à ses molécules phénolées dont les propriétés contre les maladies cardio-vasculaires ont été scientifiquement démontrées en particulier dans l'huile vierge de première pression à froid. Ces composés sont aussi présents dans les olives de table.
L'huile d'olive de Provence est protégée par une appellation d'origine contrôlée (AOC) à la suite d'une enquête diligentée par l'INAO, dont les conclusions ont été déposées auprès de la commission le 26 octobre 2006, réunie à Arles, et la signature du décret parut au Journal officiel le 14 mars 2007,.

## Situation géographique
L'AOC Huile de Provence est une appellation régionale qui couvre les départements des Alpes-de-Haute-Provence, des Alpes-Maritimes, des Bouches-du-Rhône, du Var, de Vaucluse (tous situés dans la région Provence-Alpes-Côte d'Azur), mais aussi les départements du Gard, pour une partie des cantons de Villeneuve-lès-Avignon et de Roquemaure, et de la Drôme pour la commune de Rochegude. 

### Géologie

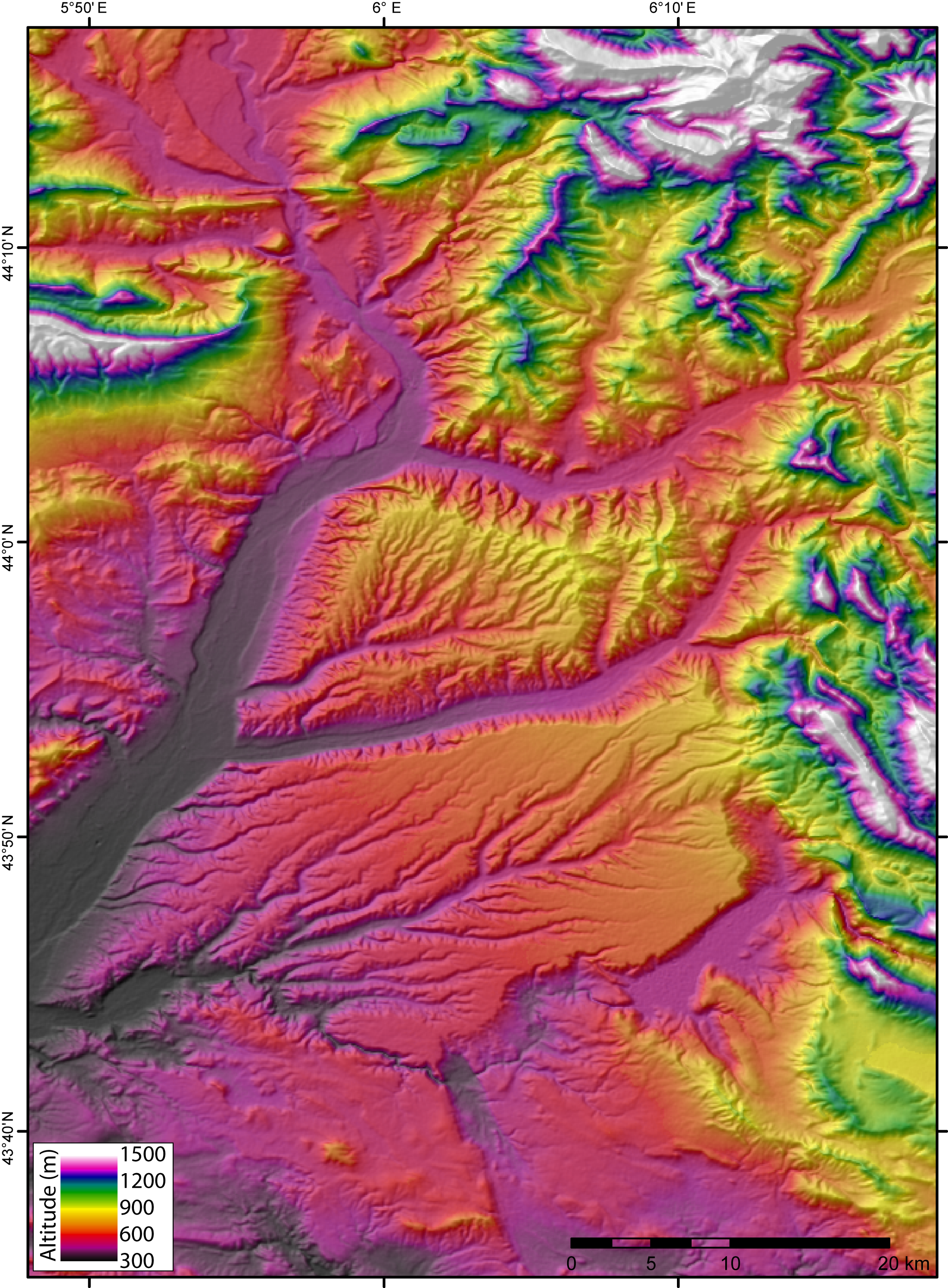

Implantées sur cinq départements de la région PACA, un département de l'AURA et un département de l'Occitanie les oliveraies provençales sont sur un terroir dont la géologie est l'une des plus complexes de France puisque ses différentes strates couvrent une période de 500 000 000 d'années. Elle a été structurée par deux évènements majeurs : à l'ère primaire, la formation des Maures et de l'Esterel, à l'ère tertiaire, le plissement pyrénéo-provençal (Dentelles de Montmirail, Luberon, Alpilles, Sainte-Victoire) et la surrection alpine.
Son aspect actuel a été modelé par trois phénomènes géologiques. Outre les plissements du Tertiaire, il y eut une importante érosion consécutive aux deux périodes glaciaires de l'ère quaternaire et consécutivement la formation du bassin versant de la Durance. Ce qui permet actuellement de déterminer quatre ensembles structurants. Au nord-est, la chaîne alpine où l'altitude rend impossible la culture pérenne de l'olivier, au sud et à l'ouest, au substrat essentiellement calcaire, une succession de crêtes anticlinales crétacées et de bassins synclinaux tertiaires, à l'ouest rhodanien, sous l'influence des failles de Nîmes et de Salon/Cavaillon, des bassins alluvionnaires (Comtat Venaissin, Crau et Camargue), au centre, le plateau de Valensole et son épaisse molasse mio-pliocène, produit de l'érosion alpine.

### Orographie et terroirs
Arbre rustique, l'olivier craint avant tout l'humidité. Ce qui l'a fait implanter en Provence dans des terrains pauvres et secs, sols d'éboulis calcaire ou argilo-calcaires, piémont des massifs calcaires ou cristallins, sols squelettiques à base de molasse gréseuse ou sableuse. Il est donc le plus souvent cultivé en terrasses ou restanques, retenus par des murs de soutènement en pierre sèche ou sur des terres à garrigues. La Provence formée d'une succession de petits massifs est entrecoupée d’anciens bassins sédimentaires formant des dépressions. La quasi-totalité de l'oliveraie provençale se situe dans ce secteur ; de rares oliveraies reposent sur un substrat cristallin à l’est de Toulon.

Oliviers en Provence
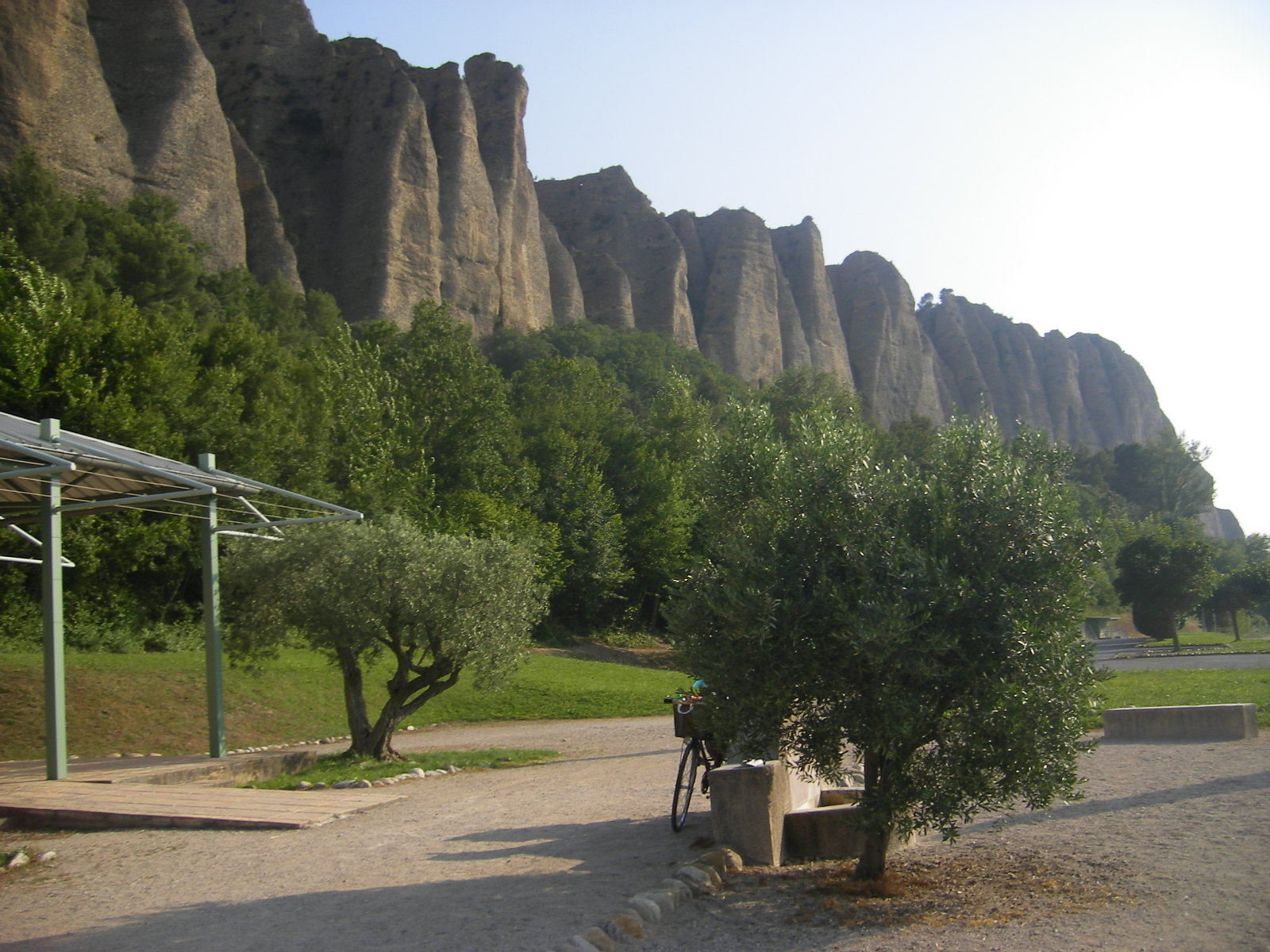
Oliviers au pied des Pénitents des Mées (mollasse gréseuse).
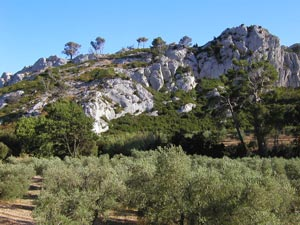
Oliveraie dans les Alpilles (terre à garrigue).
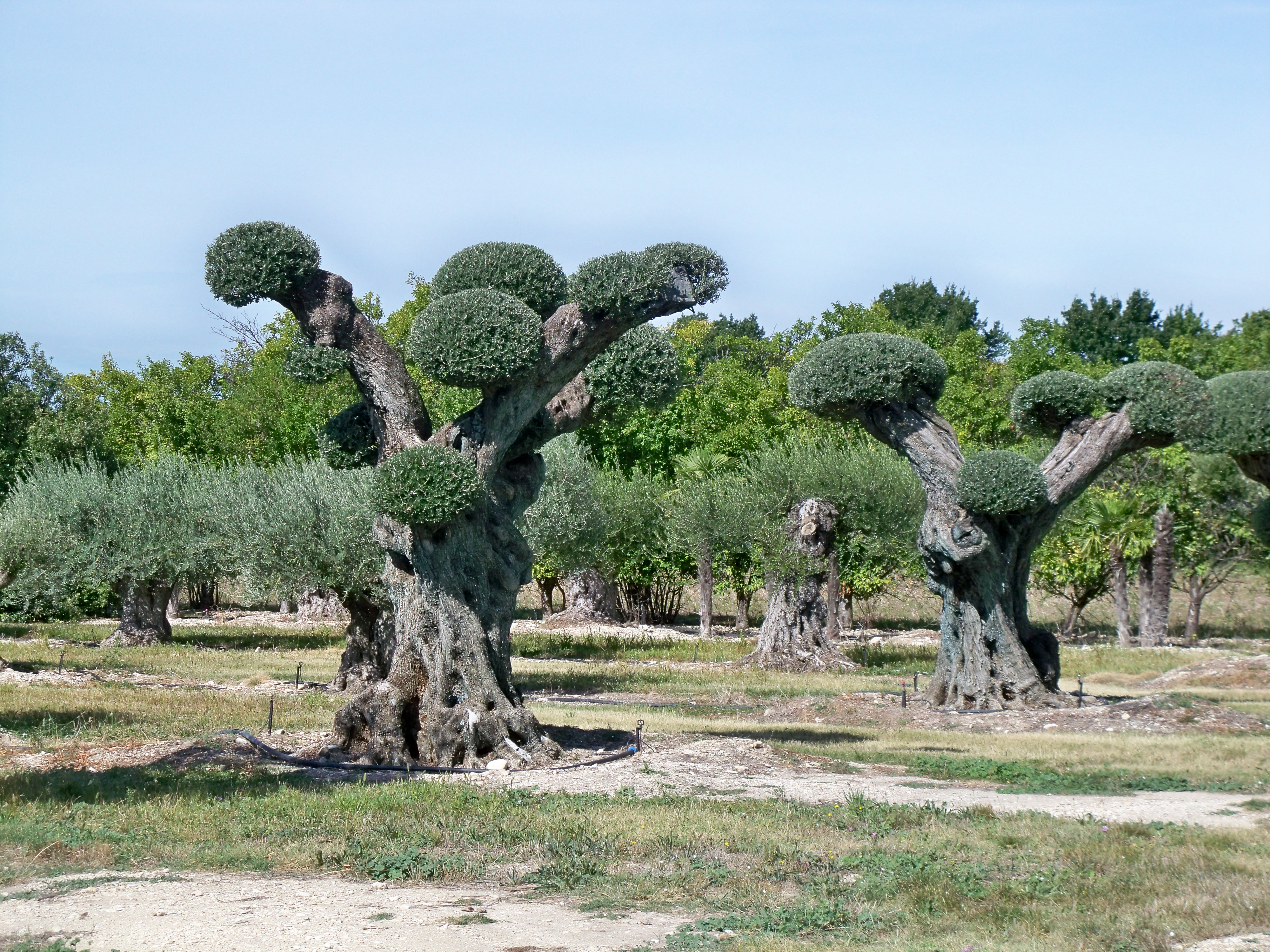
Oliviers taille bonzai à Lagnes.
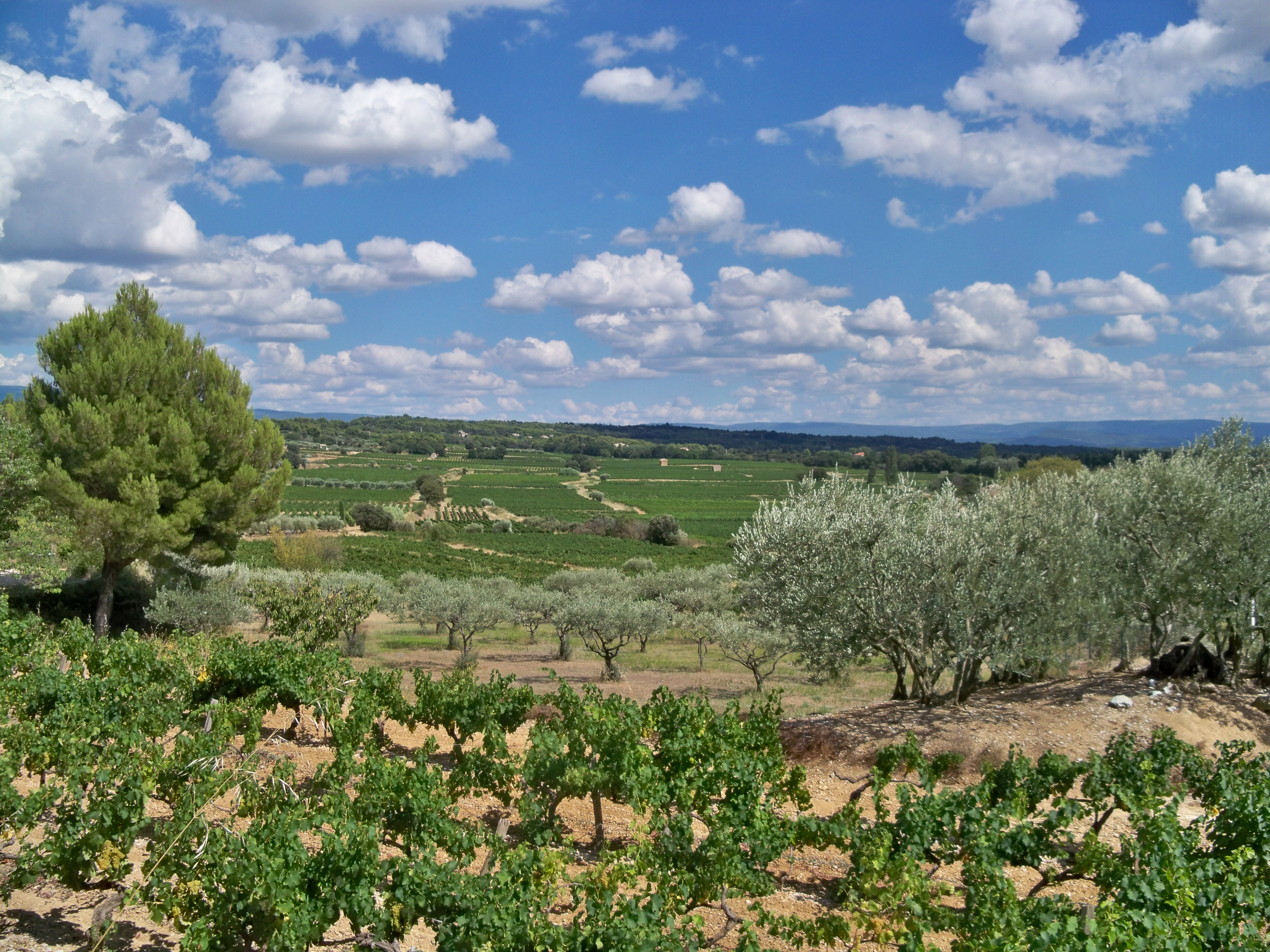
Oliviers et vignes dans les Dentelles de Montmirail.
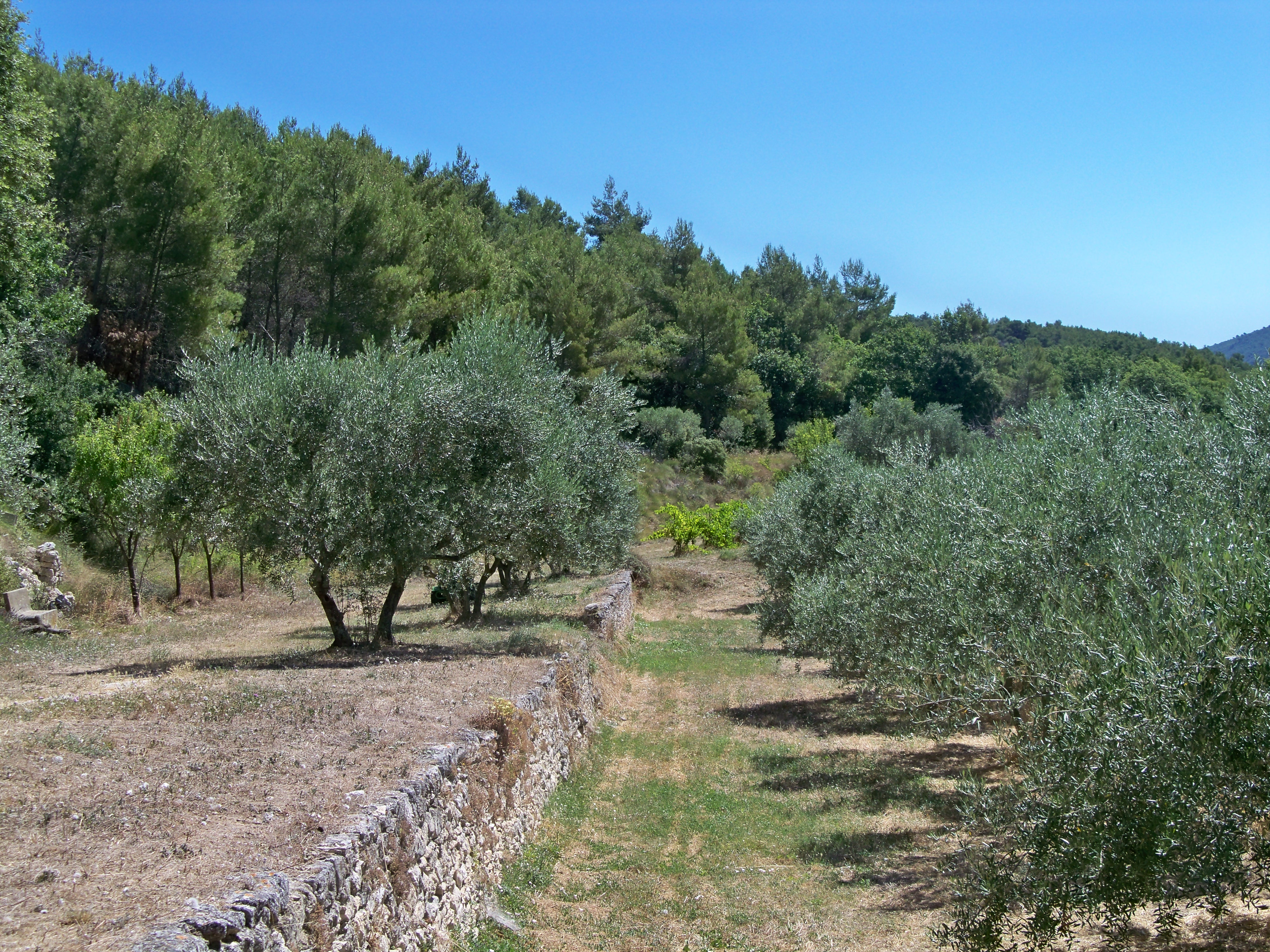
Oliviers du Luberon cultivés sur restanques.

La garrigue est une formation végétale peu dense où poussent le chêne vert et le chêne blanc sur un sol calcaire qui alterne plages pierreuses et touffes herbeuses. C'est un milieu aride, en zone de collines,  qui convient particulièrement à l'olivier. La caractéristique des oliveraies provençales est de se situer sur ces terroirs de collines et de piémonts aux sols bien drainés. Dans la Crau, ancien lit de la Durance, seules les terrasses caillouteuses d’argile rouge ont été retenues. Sont donc exclues toutes les terres limonées, hydromorphes, les rives des cours d’eau, les expositions sur des ubacs marqués, les oliveraies plantées à plus de 800 mètres.

### Climatologie
La Provence est une région au climat privilégié, bénéficiant de l'influence de la Méditerranée, avec des étés chauds et secs. Les hivers y sont doux près de la côte, généralement humides à l'est, mais sont plus rudes dans le nord et le nord-est (Pelat, Ubaye, Préalpes de Digne) où le climat devient alpin. Dans sa partie centrale et méditerranéenne, la végétation de la Provence est du type garrigue, la sécheresse d'été la rendant particulièrement vulnérable aux incendies. En revanche dans sa partie la plus orientale et la plus alpine, elle devient plus verdoyante et humide.

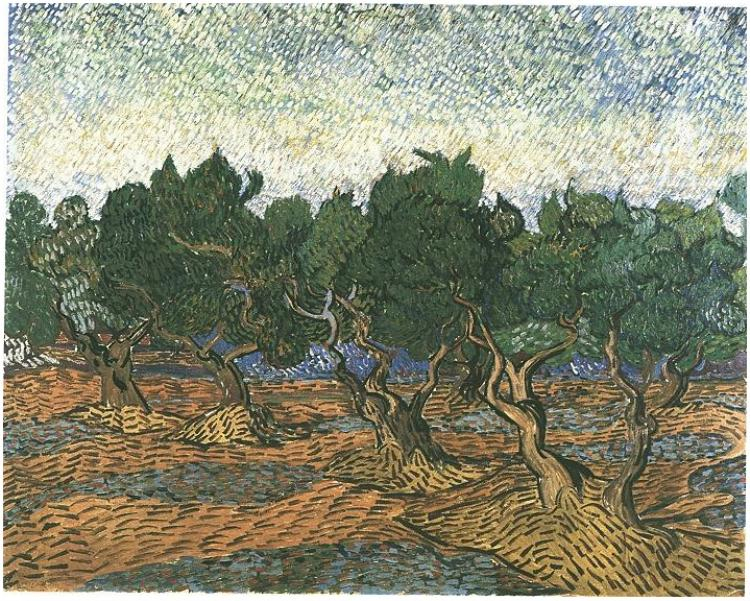

Le climat provençal se caractérise par un fort taux d'ensoleillement avec 2 300 heures par an à l'intérieur pour atteindre 2 600 et quelquefois 2 800 heures sur le littoral. Une sécheresse estivale en est la conséquence, et le mois de juillet ne voit généralement tomber qu'entre 11 et 20 mm d'eau de pluie. De plus, ces précipitations subissent une évapotranspiration importante due au soleil et au mistral qui se situe aux alentours de 90 à 95 %. D'où une nécessité impérative, en fonction des années, d'irriguer, ponctuellement et au cours de délais précis, vignes et oliviers.
Cette carence estivale est compensée, en particulier, au cours de l'automne, par une exagération des précipitations. En une journée, ce sont entre 200 et 300 mm d'eau qui peuvent tomber au niveau d'une petite région (Vaison-la-Romaine, en 1992, Fréjus, en 2010). Les maximums de température, au cours de l'été, dépassent partout les 26 °C pour atteindre localement 28 °C. À contrario, les hivers peuvent être exceptionnellement rudes. Le mois de février de 1956 reste dans les mémoires pour ses températures sibériennes qui firent geler le Rhône et tuèrent massivement les oliviers. 
Le professeur Pierre Réal, dans son étude sur le groupement oléo-ceratonlon, dont les plantes dominantes sont l'olivier et l'arbre de Judée, a déterminé avec précision la 
zone de limite de culture de l'olivier. Elle s'étend sur la plus grande partie de la Provence à l'exclusion des zones montagneuses. Sa courbe s'inscrit entre les limites des 25 et 40 jours de gelée qui relient les Alpes-Maritimes au Gard. Elle est seulement modulée par l'importance des précipitations printanières et automnales. Il en résulte une humidité prolongée et trop fréquente qui exclut agronomiquement certains secteurs assez isolés des Alpes-de-Haute-Provence et du Var. 

#### Région d'Avignon
Elle correspond à la partie la plus occidentale de la Provence. Située dans la vallée du Rhône, elle est dans une zone d’influence du climat méditerranéen soumise au mistral.
| Mois                              | jan. | fév. | mars | avril | mai  | juin | jui. | août | sep. | oct. | nov. | déc. | année |
| --------------------------------- | ---- | ---- | ---- | ----- | ---- | ---- | ---- | ---- | ---- | ---- | ---- | ---- | ----- |
| Température minimale moyenne (°C) | 2    | 3    | 6    | 8     | 12   | 15   | 18   | 18   | 14   | 11   | 6    | 3    | 9,6   |
| Température moyenne (°C)          | 6    | 7,5  | 11   | 13    | 17,5 | 21   | 24   | 24   | 19,5 | 15,5 | 8,5  | 7,5  | 14,7  |
| Température maximale moyenne (°C) | 10   | 12   | 16   | 18    | 23   | 27   | 30   | 30   | 25   | 20   | 13   | 10   | 19,75 |
| Précipitations (mm)               | 36,5 | 23,3 | 24,9 | 47,5  | 45,6 | 25,4 | 20,9 | 29,1 | 65,8 | 59,6 | 52,8 | 34   | 465,4 |

#### Région de Toulon
Le climat toulonnais est de type méditerranéen, caractérisé par un très fort ensoleillement, une saison sèche nettement marquée en été, des précipitations rares mais parfois violentes, des températures chaudes en été et douces en hiver. De par sa proximité avec la mer, les températures restent relativement clémentes en toutes saisons. 
| Mois                              | jan. | fév. | mars | avril | mai  | juin | jui. | août | sep. | oct. | nov. | déc. | année |
| --------------------------------- | ---- | ---- | ---- | ----- | ---- | ---- | ---- | ---- | ---- | ---- | ---- | ---- | ----- |
| Température minimale moyenne (°C) | 5,8  | 6,2  | 7,5  | 9,6   | 12,7 | 16,1 | 18,8 | 18,7 | 16,6 | 13,3 | 9,2  | 6,7  | 11,7  |
| Température moyenne (°C)          | 9,3  | 9,8  | 11,4 | 13,7  | 17,1 | 20,8 | 23,9 | 23,8 | 21,2 | 17,3 | 12,8 | 10,2 | 15,9  |
| Température maximale moyenne (°C) | 12,7 | 13,3 | 15,3 | 17,8  | 21,6 | 25,6 | 29,1 | 28,9 | 25,7 | 21,4 | 16,3 | 13,6 | 20,1  |
| Précipitations (mm)               | 76,3 | 88,3 | 56,4 | 55,7  | 45   | 22,3 | 6,6  | 28,5 | 49,1 | 93,9 | 69,4 | 73,5 | 665   |

#### Région de Manosque
Cette région des Alpes provençales est soumise à un climat méditerranéen d'intérieur, dit tempéré continental. Les hivers sont plus froids qu'en Basse Provence, avec des gelées fréquentes. Les étés sont très chauds et secs. Dans les régions abritées, les hivers sont souvent plus secs que les intersaisons
| Mois                              | jan. | fév. | mars | avril | mai | juin | jui. | août | sep. | oct. | nov. | déc. | année |
| --------------------------------- | ---- | ---- | ---- | ----- | --- | ---- | ---- | ---- | ---- | ---- | ---- | ---- | ----- |
| Température minimale moyenne (°C) | 0    | 0    | 3    | 5     | 9   | 13   | 15   | 15   | 12   | 8    | 4    | 1    | 6,5   |
| Température moyenne (°C)          | 4,5  | 5,5  | 8,5  | 11    | 15  | 19,5 | 22   | 22   | 18   | 13,5 | 8,5  | 5    | 12,7  |
| Température maximale moyenne (°C) | 9    | 11   | 14   | 17    | 21  | 26   | 29   | 29   | 24   | 19   | 13   | 9    | 18    |
| Précipitations (mm)               | 26,9 | 24,3 | 23,8 | 44    | 40  | 27,9 | 20,9 | 32,7 | 45,9 | 53,5 | 52,4 | 30,7 | 482,8 |

#### Région de Salon-de-Provence
Dans cette zone centrale des Bouches-du-Rhône, premier département producteur d'olive de la région PACA et de France, les plaines  reçoivent moitié moins de précipitations que les massifs montagneux. La partie occidentale est plus affecté par le mistral (couloir rhodanien). Au cours de l'été, les écarts de températures entre le littoral et l'intérieur sont la cause de brises maritimes diurnes.
| Mois                              | jan. | fév. | mars | avril | mai  | juin | jui. | août | sep. | oct. | nov. | déc. | année |
| --------------------------------- | ---- | ---- | ---- | ----- | ---- | ---- | ---- | ---- | ---- | ---- | ---- | ---- | ----- |
| Température minimale moyenne (°C) | 1,2  | 2    | 4    | 6,4   | 10,1 | 13,7 | 16,4 | 16,3 | 13,3 | 9,5  | 4,9  | 2,4  | 8,4   |
| Température moyenne (°C)          | 6,1  | 7,2  | 9,7  | 12    | 16,1 | 19,8 | 22,9 | 22,7 | 19,2 | 14,7 | 9,6  | 7    | 13,9  |
| Température maximale moyenne (°C) | 10,9 | 12,3 | 15,3 | 17,5  | 22   | 25,8 | 29,4 | 29   | 25   | 19,9 | 14,2 | 11,6 | 19,4  |
| Précipitations (mm)               | 59   | 47   | 44   | 63    | 42   | 31   | 16   | 37   | 64   | 98   | 58   | 54   | 623,4 |

Le vent principal est le mistral, dont la vitesse peut aller au-delà des 110 km/h. Il souffle entre 120 et 160 jours par an, avec une vitesse de 90 km/h par rafale en moyenne. Ce vent du nord provoque une baisse de température et apporte la sécheresse. Ses pointes d'intensité se situent entre 13 et 17 heures. Le tableau suivant indique les différentes vitesses du mistral enregistrées par les stations d'Orange et Carpentras-Serres dans le sud de la vallée du Rhône et sa fréquence au cours de l'année 2006. La normale correspond à la moyenne des 53 dernières années pour les relevés météorologiques d'Orange et à celle des 42 dernières pour Carpentras.
Légende : « = » : idem à la normale ; « + » : supérieur à la normale ; « - » : inférieur à la normale.
|                                                      | Jan.    | Fev.    | Mars.    | Avril.  | Mai     | Juin     | Juil.   | Août    | Sept.   | Oct.    | Nov.    | Dec.     |
| Vitesse maximale relevée sur le mois                 | 96 km/h | 97 km/h | 112 km/h | 97 km/h | 94 km/h | 100 km/h | 90 km/h | 90 km/h | 90 km/h | 87 km/h | 91 km/h | 118 km/h |
| Tendance : jours avec une vitesse > 16 m/s (58 km/h) | --      | +++     | ---      | ++++    | ++++    | =        | =       | ++++    | +       | ---     | =       | ++       |

## Oliveraie

### Présentation
Les vergers d'oliviers s'étendent sur les communes de :

#### Alpes-de-Haute-Provence

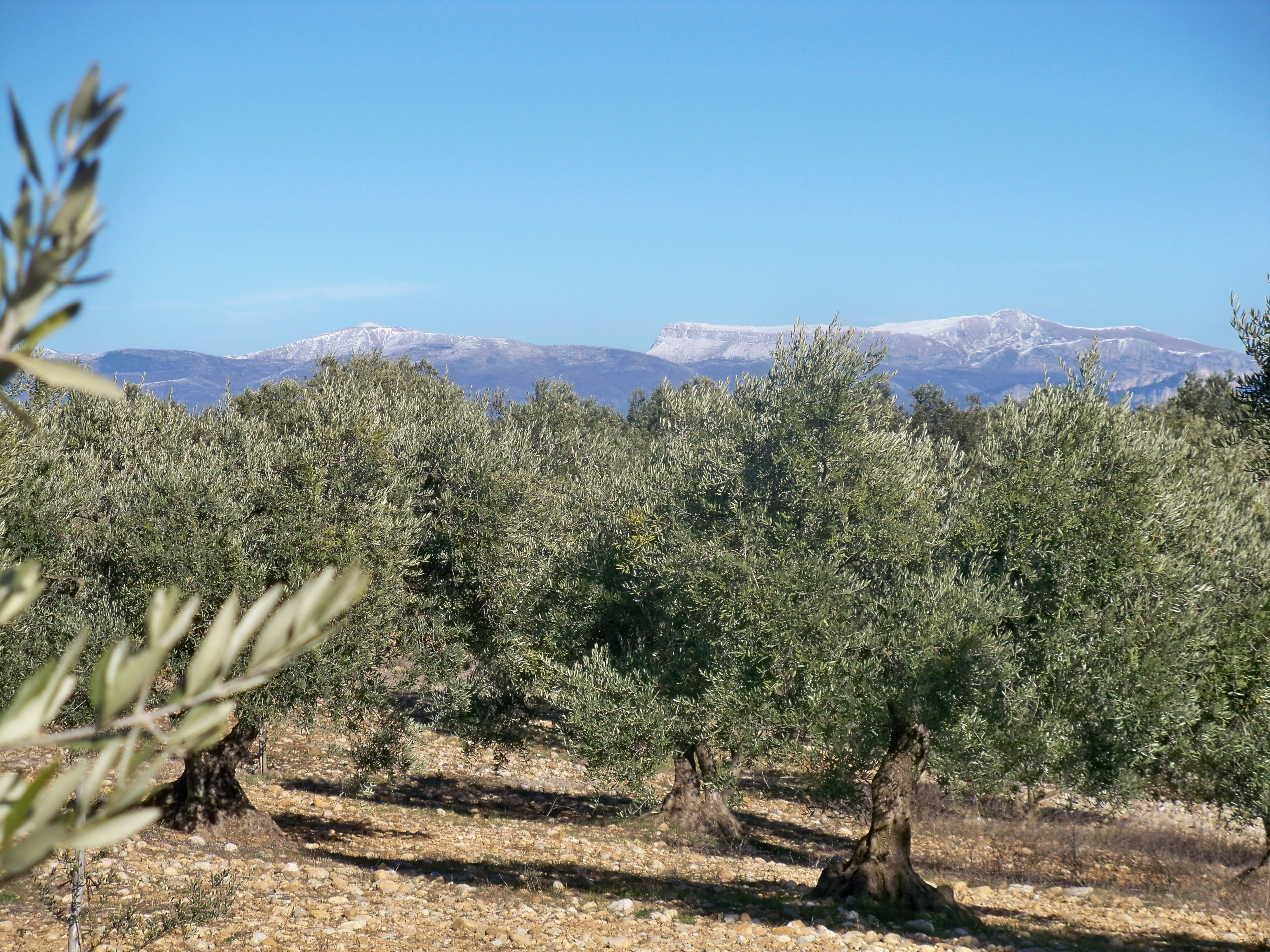
Oliveraie à Quinson.

Aiglun, Allemagne-en-Provence, Aubenas-les-Alpes, Aubignosc, Barras, Beynes, Bras-d'Asse, La Brillanne, Brunet, Le Castellet, Castellet-lès-Sausses, Céreste, Le Chaffaut-Saint-Jurson, Champtercier, Château-Arnoux-Saint-Auban, Châteauneuf-Val-Saint-Donat, Châteauredon, Corbières, Cruis, Dauphin, Digne-les-Bains, Entrepierres, Entrevaux, Entrevennes, L'Escale, Esparron-de-Verdon, Estoublon, Fontienne, Forcalquier, Ganagobie, Gréoux-les-Bains, Limans, Lurs, Malijai, Mallefougasse-Augès, Mallemoisson, Mane, Manosque, Les Mées, Mézel, Mirabeau, Montagnac-Montpezat, Montfort, Montfuron, Montjustin, Montlaux, Moustiers-Sainte-Marie, Niozelles, Ongles, Oppedette, Oraison, Peipin, La Pérusse, Pierrerue, Pierrevert, Puimichel, Puimoisson, Quinson, Reillanne, Revest-des-Brousses, Revest-Saint-Martin, Riez, Saint-Laurent-du-Verdon, Saint-Maime, Saint-Martin-de-Brômes, Saint-Martin-les-Eaux, Saint-Michel-l'Observatoire, Sainte-Tulle, Salignac, Sigonce, Simiane-la-Rotonde, Sisteron, Sourribes, Vachères, Valensole, Villemus, Villeneuve, Volonne et Volx.

#### Alpes-Maritimes
Auvare, La Croix-sur-Roudoule, Puget-Rostang, Puget-Théniers, Rigaud et Touët-sur-Var.

#### Bouches-du-Rhône

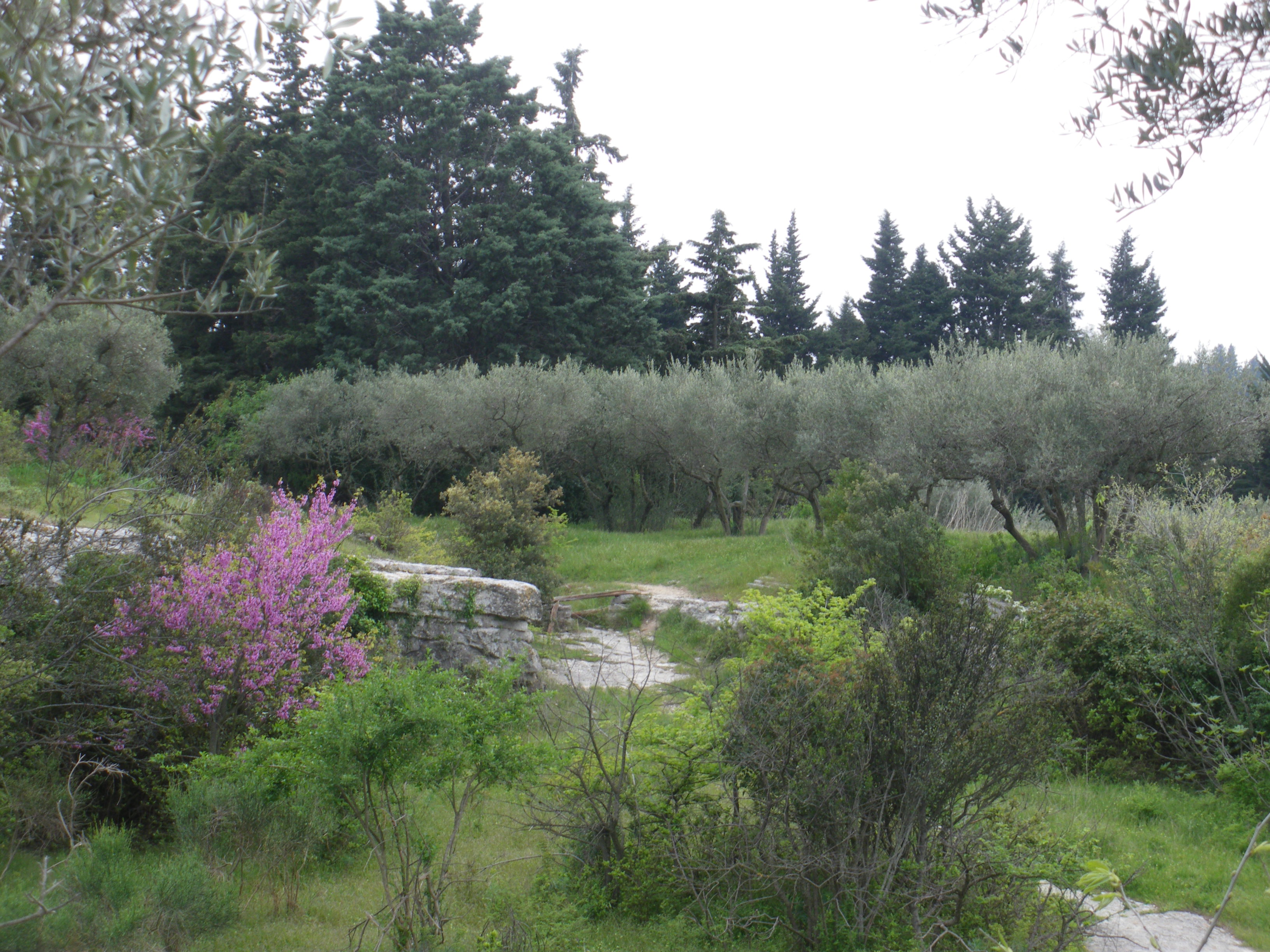
Oliveraie et herbes de Provence à Tarascon.

Aix-en-Provence, Allauch, Alleins, Arles, Aubagne, Aureille, Auriol, Aurons, La Barben, Barbentane, Les Baux-de-Provence, Beaurecueil, Belcodène, Berre-l'Étang, Bouc-Bel-Air, La Bouilladisse, Boulbon, Cabriès, Cadolive, Carry-le-Rouet, Cassis, Ceyreste, Charleval, Châteauneuf-le-Rouge, Châteauneuf-les-Martigues, Châteaurenard, La Ciotat, Cornillon-Confoux, Coudoux, Cuges-les-Pins, La Destrousse, Éguilles, Ensuès-la-Redonne, Eygalières, Eyguières, Eyragues, La Fare-les-Oliviers, Fontvieille, Fuveau, Gardanne, Gémenos, Gignac-la-Nerthe, Grans, Graveson, Gréasque, Istres, Jouques, Lamanon, Lambesc, Lançon-Provence, Mallemort, Marseille, Martigues, Mas-Blanc-des-Alpilles, Maussane-les-Alpilles, Meyrargues, Meyreuil, Mimet, Miramas, Mouriès, Noves, Orgon, Paradou, Pélissanne, La Penne-sur-Huveaune, Les Pennes-Mirabeau, Peynier, Peypin, Peyrolles-en-Provence, Plan-d'Orgon, Plan-de-Cuques, Port-de-Bouc, Le Puy-Sainte-Réparade, Puyloubier, Rognac, Rognes, La Roque-d'Anthéron, Roquefort-la-Bédoule, Roquevaire, Rousset, Le Rove, Saint-Antonin-sur-Bayon, Saint-Cannat, Saint-Chamas, Saint-Estève-Janson, Saint-Étienne-du-Grès, Saint-Marc-Jaumegarde, Saint-Martin-de-Crau, Saint-Mitre-les-Remparts, Saint-Paul-lès-Durance, Saint-Rémy-de-Provence, Saint-Savournin, Salon-de-Provence, Sausset-les-Pins, Sénas, Septèmes-les-Vallons, Simiane-Collongue, Tarascon, Le Tholonet, Trets, Vauvenargues, Velaux, Venelles, Ventabren, Vernègues et Vitrolles.

#### Drôme
Rochegude.

#### Gard
Les Angles, Lirac, Pujaut, Roquemaure, Saint-Geniès-de-Comolas, Saint-Laurent-des-Arbres, Sauveterre, Tavel et Villeneuve-lès-Avignon.

#### Var

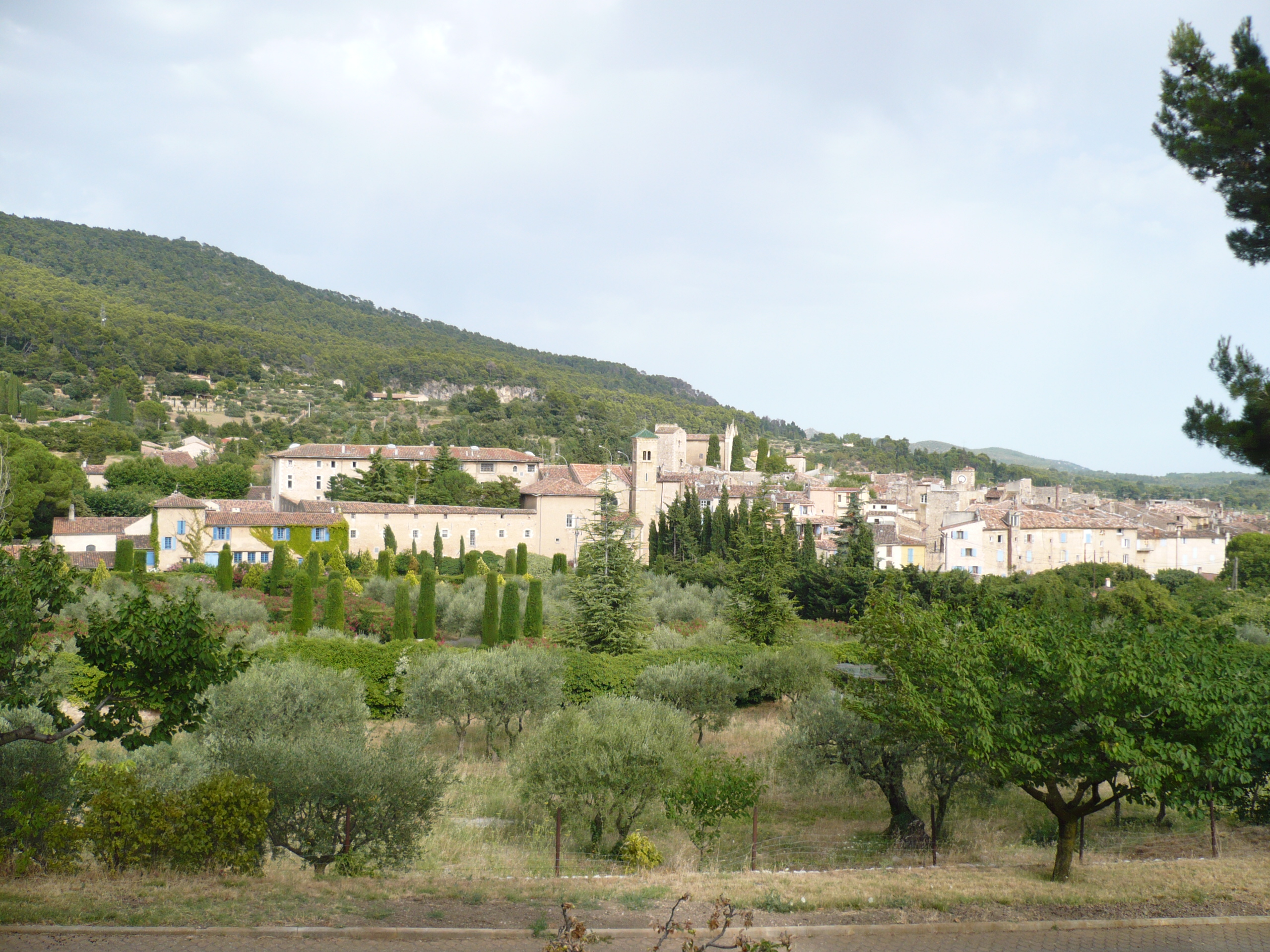
Aups et ses vergers d'oliviers.

Les Adrets-de-l'Estérel, Aiguines, Ampus, Les Arcs, Artignosc-sur-Verdon, Artigues, Aups, Bagnols-en-Forêt, Bandol, Bargemon, Barjols, Baudinard-sur-Verdon, Bauduen, Le Beausset, Belgentier, Besse-sur-Issole, Bormes-les-Mimosas, Bras, Brignoles, Brue-Auriac, Cabasse, La Cadière-d'Azur, Callas, Callian, Camps-la-Source, Le Cannet-des-Maures, Carcès, Carnoules, Carqueiranne, Le Castellet, Cavalaire-sur-Mer, La Celle, Châteaudouble, Châteauvert, Claviers, Cogolin, Collobrières, Correns, Cotignac, La Crau, La Croix-Valmer, Cuers, Draguignan, Entrecasteaux, Esparron, Évenos, La Farlède, Fayence, Figanières, Flassans-sur-Issole, Flayosc, Forcalqueiret, Fox-Amphoux, Fréjus, La Garde, La Garde-Freinet, Garéoult, Gassin, Ginasservis, Gonfaron, Grimaud, Hyères, Le Lavandou, La Londe-les-Maures, Lorgues, Le Luc, Les Mayons, Mazaugues, Méounes-lès-Montrieux, Moissac-Bellevue, La Môle, Mons, Montauroux, Montferrat, Montfort-sur-Argens, Montmeyan, La Motte, Le Muy, Nans-les-Pins, Néoules, Ollières, Ollioules, Pierrefeu-du-Var, Pignans, Le Plan-de-la-Tour, Pontevès, Pourcieux, Pourrières, Le Pradet, Puget-sur-Argens, Puget-Ville, Ramatuelle, Rayol-Canadel-sur-Mer, Régusse, Le Revest-les-Eaux, Rians, Riboux, Rocbaron, Roquebrune-sur-Argens, La Roquebrussanne, Rougiers, Saint-Antonin-du-Var, Saint-Cyr-sur-Mer, Saint-Julien, Saint-Mandrier-sur-Mer, Saint-Martin, Saint-Maximin-la-Sainte-Baume, Saint-Paul-en-Forêt, Saint-Raphaël, Saint-Tropez, Saint-Zacharie, Sainte-Anastasie-sur-Issole, Sainte-Maxime, Salernes, Les Salles-sur-Verdon, Sanary-sur-Mer, Seillans, Seillons-Source-d'Argens, La Seyne-sur-Mer, Signes, Sillans-la-Cascade, Six-Fours-les-Plages, Solliès-Pont, Solliès-Toucas, Solliès-Ville, Tanneron, Taradeau, Tavernes, Le Thoronet, Toulon, Tourrettes, Tourtour, Tourves, Trans-en-Provence, Le Val, La Valette-du-Var, Varages, La Verdière, Vidauban, Villecroze, Vinon-sur-Verdon et Vins-sur-Caramy.

#### Vaucluse

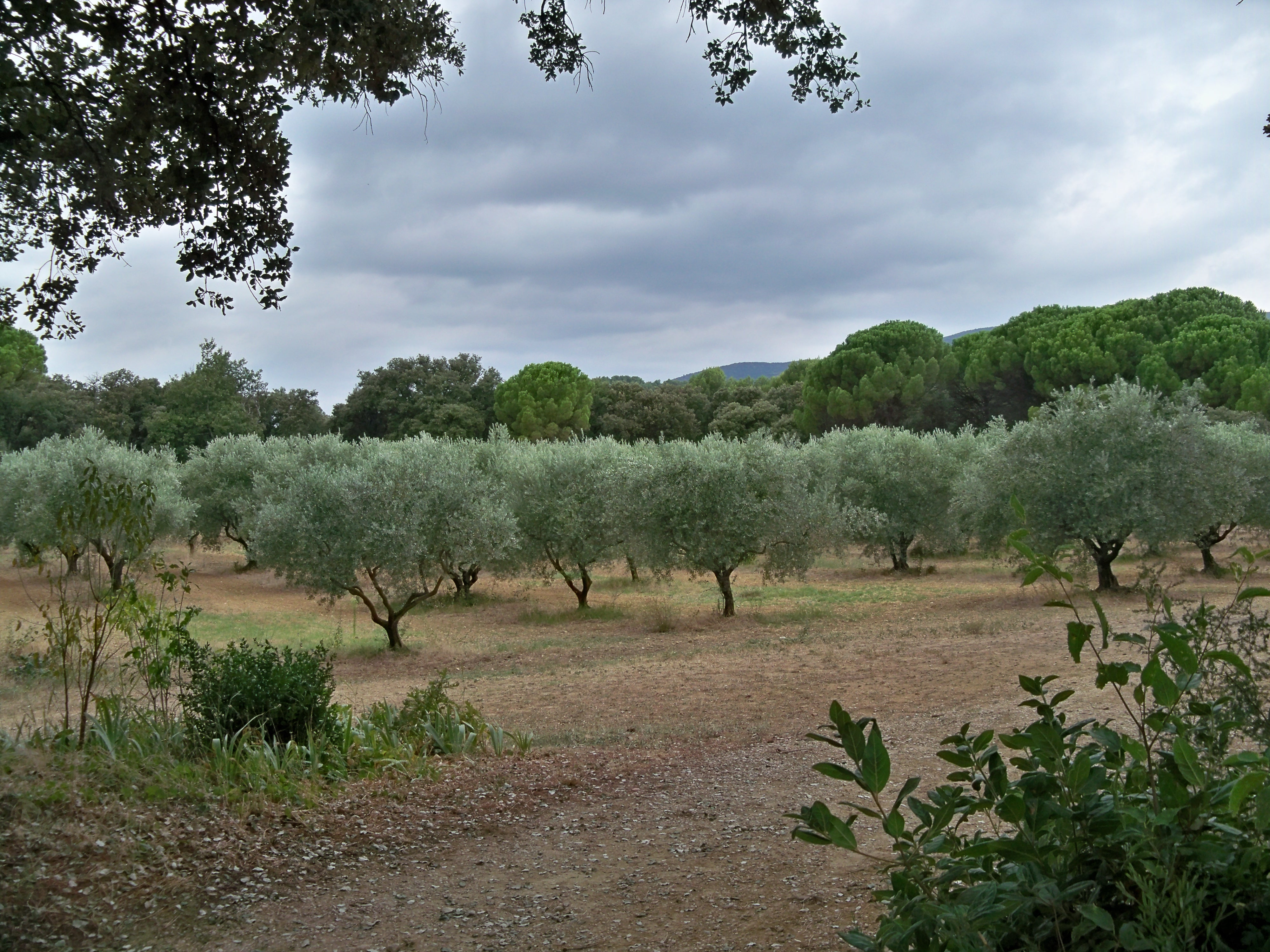
Oliviers à Lourmarin.

Ansouis, Apt, Aubignan, Avignon, Le Barroux, La Bastide-des-Jourdans, La Bastidonne, Le Beaucet, Beaumes-de-Venise, Beaumettes, Beaumont-de-Pertuis, Beaumont-du-Ventoux, Bédarrides, Bédoin, Blauvac, Bollène, Bonnieux, Cabrières-d'Aigues, Cabrières-d'Avignon, Cadenet, Camaret-sur-Aigues, Caromb, Carpentras, Caseneuve, Caumont-sur-Durance, Cavaillon, Châteauneuf-de-Gadagne, Châteauneuf-du-Pape, Cheval-Blanc, Courthézon, Crillon-le-Brave, Cucuron, Flassan, Fontaine-de-Vaucluse, Gargas, Gignac, Gigondas, Gordes, Goult, Grambois, L'Isle-sur-la-Sorgue, Jonquerettes, Jonquières, Joucas, Lacoste, Lafare, Lagarde-Paréol, Lagnes, Lauris, Lioux, Loriol-du-Comtat, Lourmarin, Malaucène, Malemort-du-Comtat, Maubec, Mazan, Ménerbes, Mérindol, Méthamis, Mirabeau, Modène, Mondragon, Monteux, Morières-lès-Avignon, Mormoiron, Mornas, La Motte-d'Aigues, Murs, Oppède, Orange, Pernes-les-Fontaines, Pertuis, Peypin-d'Aigues, Piolenc, Puget, Puyvert, Robion, La Roque-Alric, La Roque-sur-Pernes, Roussillon, Rustrel, Sablet, Saignon, Saint-Didier, Saint-Hippolyte-le-Graveyron, Saint-Léger-du-Ventoux, Saint-Martin-de-Castillon, Saint-Martin-de-la-Brasque, Saint-Pantaléon, Saint-Pierre-de-Vassols, Saint-Saturnin-d'Apt, Saint-Saturnin-lès-Avignon, Sainte-Cécile-les-Vignes, Sannes, Sarrians, Saumane-de-Vaucluse, Sérignan-du-Comtat, Sorgues, Suzette, Taillades, Le Thor, La Tour-d'Aigues, Travaillan, Uchaux, Vacqueyras, Vaugines, Vedène, Velleron, Venasque, Viens, Villars, Villelaure, Villes-sur-Auzon, Violès  et Vitrolles-en-Luberon.

### Variétés

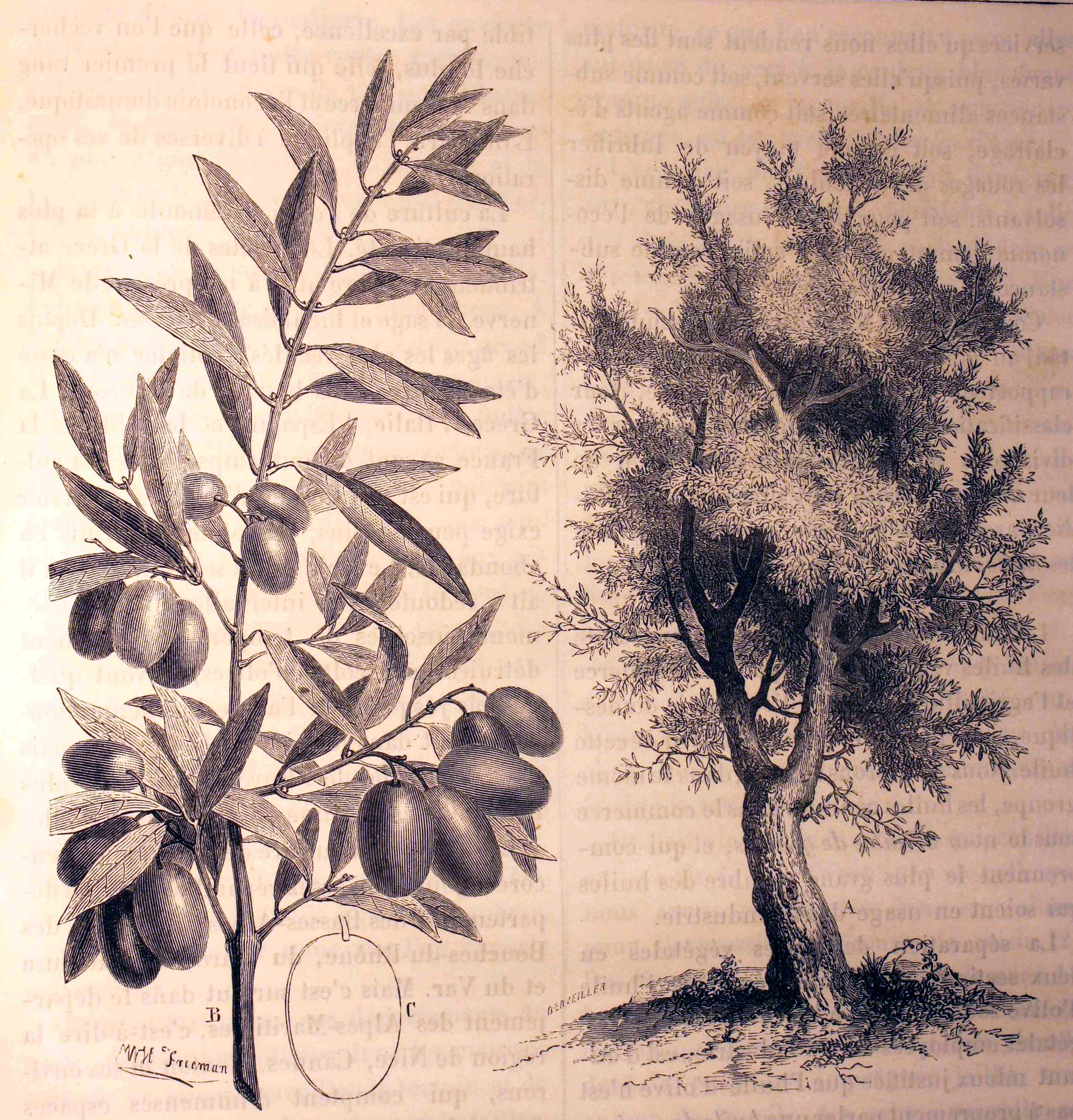
Olivier en Provence, gravure du XIXe siècle.

Pour pouvoir postuler à l'AOC, l'huile d'olive de Provence doit être élaborée à base des variétés aglandau, bouteillan, cayon, salonenque ainsi que celles dénommées localement brun, cayets, petit ribier et belgentiéroise. Il faut au moins deux de ces variétés principales au sein de l'oliveraie,.
À celles-ci peuvent s'ajouter des variétés secondaires telles la grossane, picholine, tanche et les variétés locales dites broutignan, calian, cayanne, petite noire et verdale,.

#### Aglandau
Elle tire son nom de sa forme qui la fait ressembler à un gland. Possédant une chair pulpeuse, c'est une variété à double fin (huile et verte de table). Résistante au froid mais craignant la sécheresse, elle a trouvé ses terroir de prédilection dans les Alpes-de-Haute-Provence, Bouches-du-Rhône, Gard, Var et Vaucluse. Huile réputée par son fruité, mais dont l'amertume et l'ardence (piquant) sont plutôt marquées dans sa jeunesse. Passés les mois de novembre et de décembre, elle dégage des arômes d'artichaut, de fruits verts, d'amande, et de fruits à noyau,.

#### Bouteillan
C'est une variété à huile qui se retrouve essentiellement dans les départements des Alpes-Maritimes, des Bouches-du-Rhône et de Vaucluse. Caractérisée par son fruité vert, cette huile dégage à la dégustation des arômes végétaux (note de foin) sinon herbacés. Ils évoluent ensuite vers la poire mûre.

#### Grossane

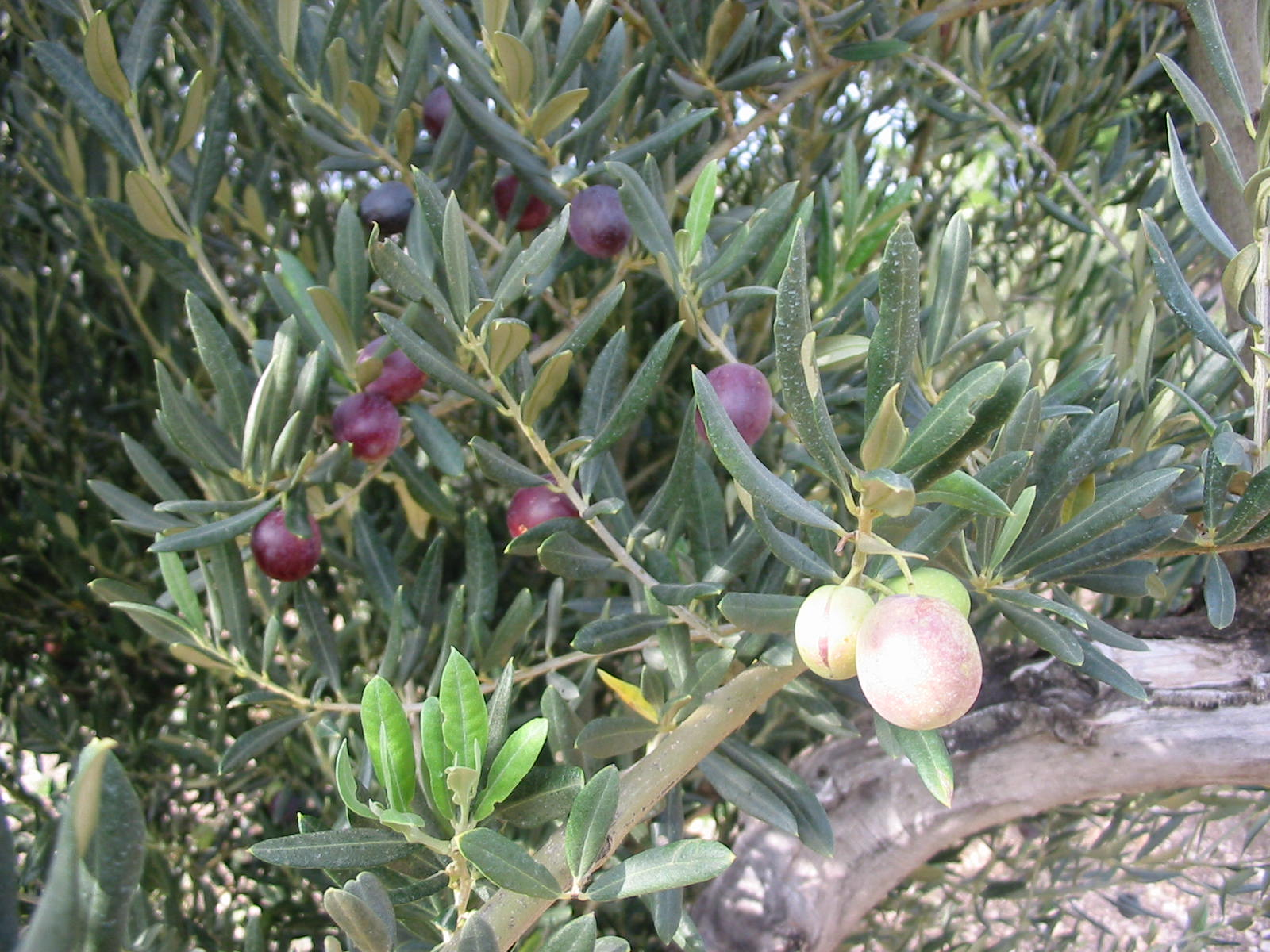
Grossane.

Sa chair pulpeuse en fait une variété mixte (huile et noire de table). Originaire des Bouches-du-Rhône, elle s'étend maintenant jusque dans le Vaucluse. C'est une huile douce au fruité noir, où dominent l'amande douce et une note très beurrée en bouche. Pour la table, elle est préparée piquée au sel. Elle mûrit à l'extérieur sous l'action conjuguée du sel et du froid qui lui ôtent son amertume en quelques jours.

#### Petit ribier
C'est une variété à huile qui se cantonne dans ses terroirs des Alpes-Maritimes et du Var. Cette huile au fruité vert est dominée par des notes herbacées où s'impose l'artichaut. Dans sa maturité, ses arômes évoluent vers des fragrances de fruits rouges.

#### Picholine
Au cours du XVIIe siècle s'installèrent à Saint-Chamas les deux frères Pescolino, d'origine italienne. Ils popularisèrent une recette pour rendre les olives consommables sans qu'elles perdent leur couleur verte. Il suffisait de les mélanger, à volume égal, avec de la cendre, de les recouvrir d'eau, puis de les placer dans une saumure aromatisée. Elles prirent le nom d'olives à la picholine. Ce nom déformé des frères Pescolino passa au XIXe siècle à une variété d'olive du Gard. Celle-ci est à double fin (huile et verte de table). Très fruitée et verte, cette huile à l'amertume et au piquant léger, est caractérisée par des arômes de fruits à pépins (pomme et poire) avec des notes herbacées de foin.

#### Salonenque

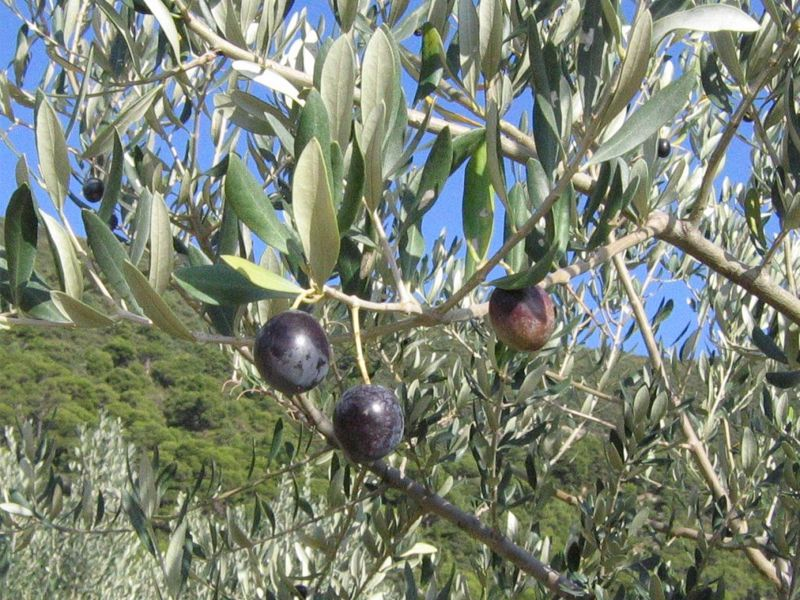
Tanche.

C'est une variété mixte (huile et verte de table) originaire de Salon-de-Provence. Elle reste essentiellement cultivée dans les Bouches-du-Rhône. Elle fournit une huile au fruité vert, assez douce, où s'imposent des notes végétales à dominance d'artichaut, de noisette et de pomme verte.

#### Tanche
Cette variété mixte (noire de table et huile) est connue aussi sous le nom d'olive de Nyons. Son terroir se trouve donc dans la Drôme mais aussi dans le nord Vaucluse où elle s'est imposée autour des Dentelles de Montmirail. Elle donne une huile douce au fruité mûr. À la dégustation elle se caractérise par des arômes fondus de noisette et de pomme.

#### Verdale
La dénomination verdale s'applique à des variétés différentes selon les départements. La verdale acceptée parmi les variétés accessoires pour la production en AOC Provence est la verdale des Bouches-du-Rhône, qui fait aussi partie des variétés principales dans l'AOP Vallées des Baux-de-Provence, et des variétés secondaires dans l'AOP Aix-en-Provence.

### Méthodes culturales et réglementaires
Un cahier des charges précis codifie les usages. Pour postuler à l'AOC, les oliveraies doivent être conduites selon des critères stricts. Les olives doivent provenir d'arbres qui ont au minimum cinq ans. Ceux-ci ne doivent pas être taillés plus d'une fois tous les trois ans mais font l'objet d'un éclaircissage annuel, la superficie minimale est de 30 m² par olivier, le rendement maximum est fixé à 8 tonnes d'olives à l'hectare (avec un rendement butoir de 10 t/ha) et les cultures intercalaires sont interdites. 
L'entretien du verger et son irrigation sont réglementés. Le sol des oliveraies doit être entretenu soit par des façons culturales, soit enherbé puis fauché ou pâturé tous les ans. Il est interdit d'apporter toute fumure de la nouaison à la récolte des olives. L'irrigation n'est permise que pendant la période végétative de l'olivier et, au plus tard, jusqu'au 15 septembre.

### Conditions de récolte

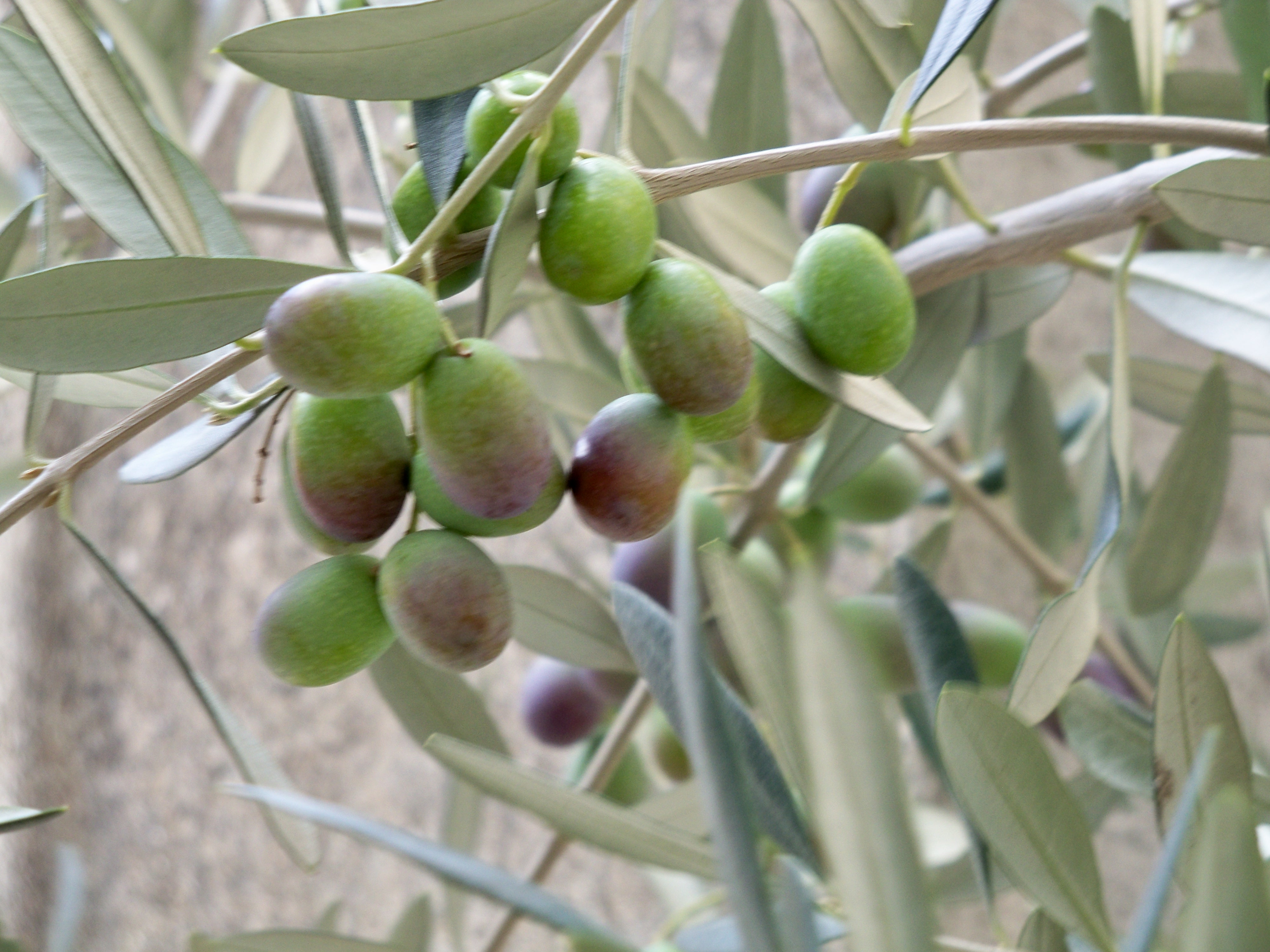
Olives tournantes

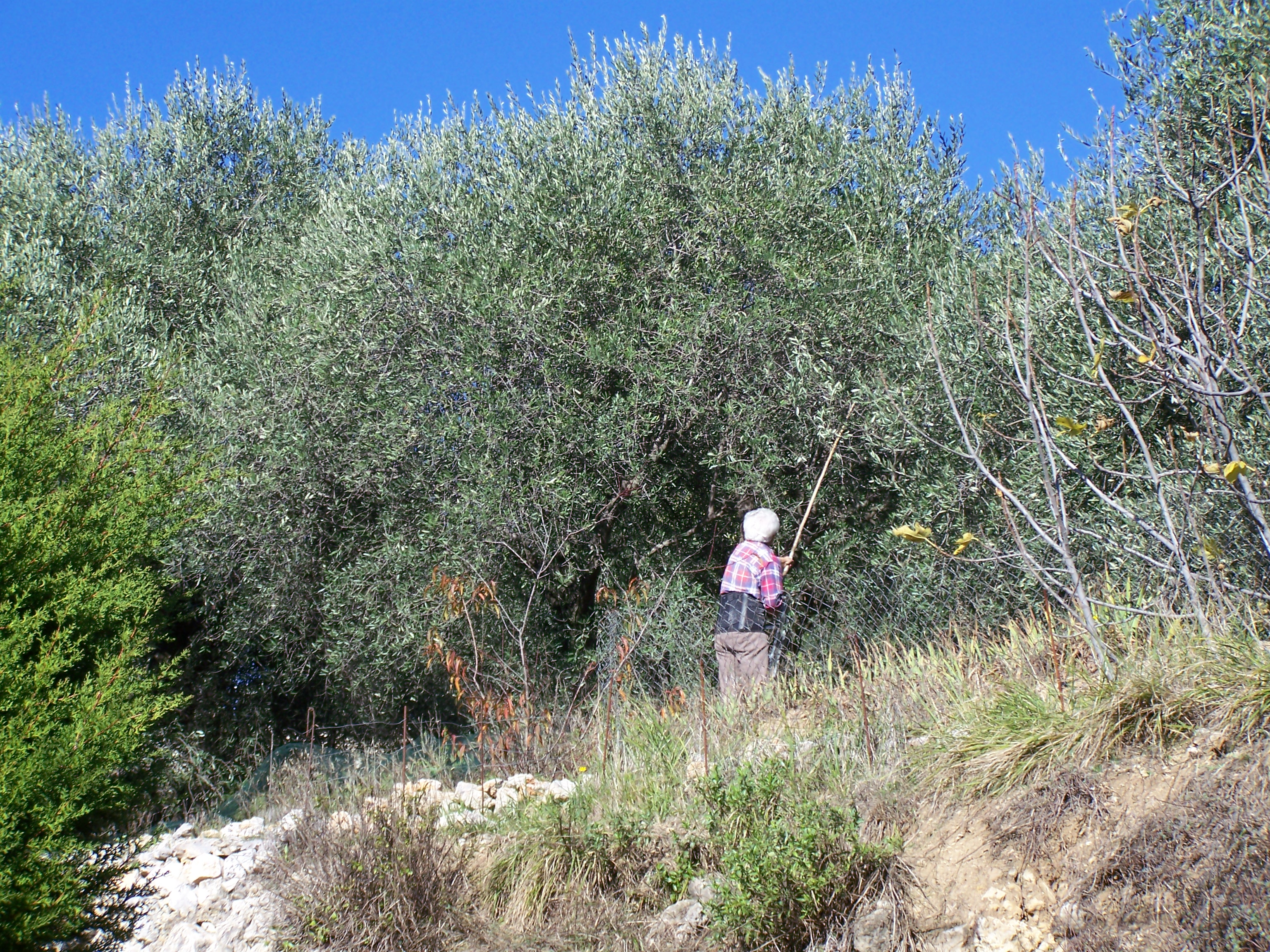
Le gaulage, pratique ancestrale aujourd'hui réglementée

La récolte, elle-même, est régie par des usages « locaux, loyaux et constant » selon la définition qu'en donne l'INAO. Les olives doivent être récoltées, avant complète maturité, au stade « olives tournantes », entre le 1er novembre et le 15 janvier. Le cahier des charges indique qu'elles sont « cueillies directement sur l'arbre ou récoltées par des procédés mécaniques. En cas de récolte mécanique, les olives sont obligatoirement réceptionnées sur des filets ou autres réceptacles et doivent faire l'objet d'un ramassage quotidien ». Ce qui implique que les olives ne peuvent être ramassées à même le sol. Elles sont ensuite stockées et apportées au moulin dans des caisses à claire-voie. Leur durée de conservation entre la récolte et la trituration est comprise entre quatre et dix jours.

### Conditions d'élaboration

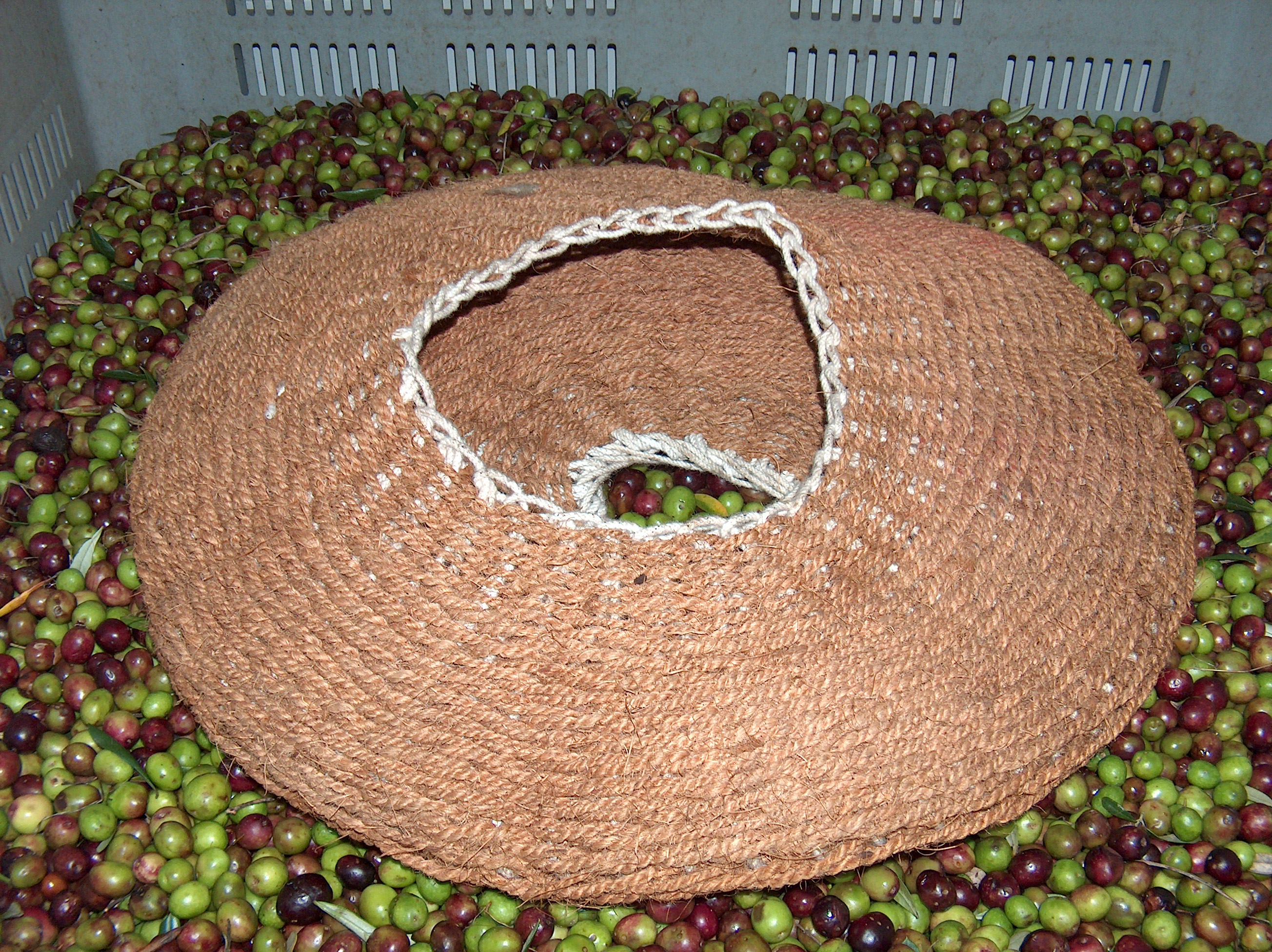
Scourtin pour extraction à l'ancienne

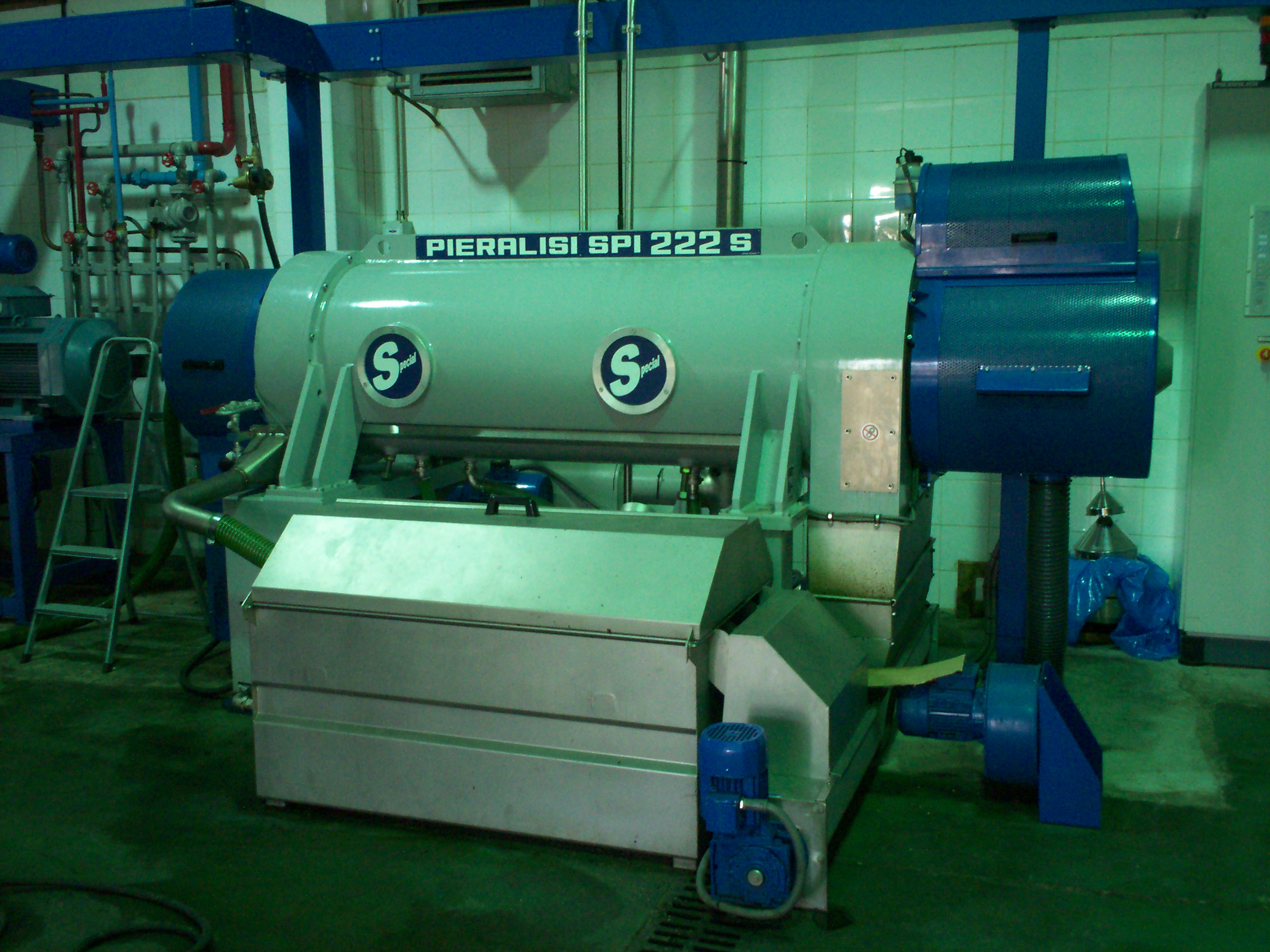
Extracteur centrifuge ou séparateur mécanique

La technique d'élaboration de l'huile d'olive n'a pas changé depuis le XIXe siècle. Elle s'intègre dans ce que l'INAO caractérise comme les « usages locaux, loyaux et constants ». L'opération est double. Tout d'abord, une meule verticale broie les olives dans une auge concave. La pulpe qui en résulte est alors placée dans des scourtins. Commence alors la seconde phase où les scourtins sont empilés les uns sur les autres dans un pressoir pour être comprimés.  
Les huiles d'olive de Provence ne peuvent être élaborées qu'à partir d'un assemblage d'au moins deux des variétés dont une principale. L'extraction de l'huile ne se fait que par des procédés mécaniques avec un impératif de température. Pour une pression à froid, celle-ci ne doit jamais excéder 30 °C. Sont autorisés, comme gages de qualité, l'effeuillage, le lavage, le broyage, le malaxage, l'extraction centrifuge ou par pressurage, la décantation, la centrifugation et la filtration.

### Production
À partir de la campagne 2007-2008, où s'est appliqué le décret de l'INAO sur l'AOC Huile d'olive de Provence, le Var et le Vaucluse, les deux seuls départements de la région Provence-Alpes-Côte d'Azur à avoir peu d'AOC locales (7 communes pour le Var, 6 pour le Vaucluse), ont pratiquement doublé leur production par rapport au cumul des campagnes précédentes.
Production annuelle d'huile d'olive dans le Var.
Production annuelle d'huile d'olive dans le Vaucluse.
La Provence se situe en tête des régions oléicoles françaises avec plus de 50 % de la production. Avec une densité moyenne de 180 à 250 arbres par hectare, son potentiel tourne autour de 2 000 000 d’arbres soit, là aussi, plus de la moitié de l'oliveraie française.
Pour être commercialisées sous l'AOC ces huiles doivent obtenir un certificat d'agrément délivré par l'INAO. Dès lors, leurs étiquettes devront comporter le nom de l'appellation « Huile d'olive de Provence », la mention « olives maturées » immédiatement après le nom de l'appellation, revendiquer la mention « appellation d'origine contrôlée » ou le sigle « AOC » avec le logo officiel AOC. La mention du nom de la variété ou des variétés entrant dans l'élaboration de l'huile est interdite sur l'étiquette mais peut figurer sur une contre-étiquette.

## Commercialisation

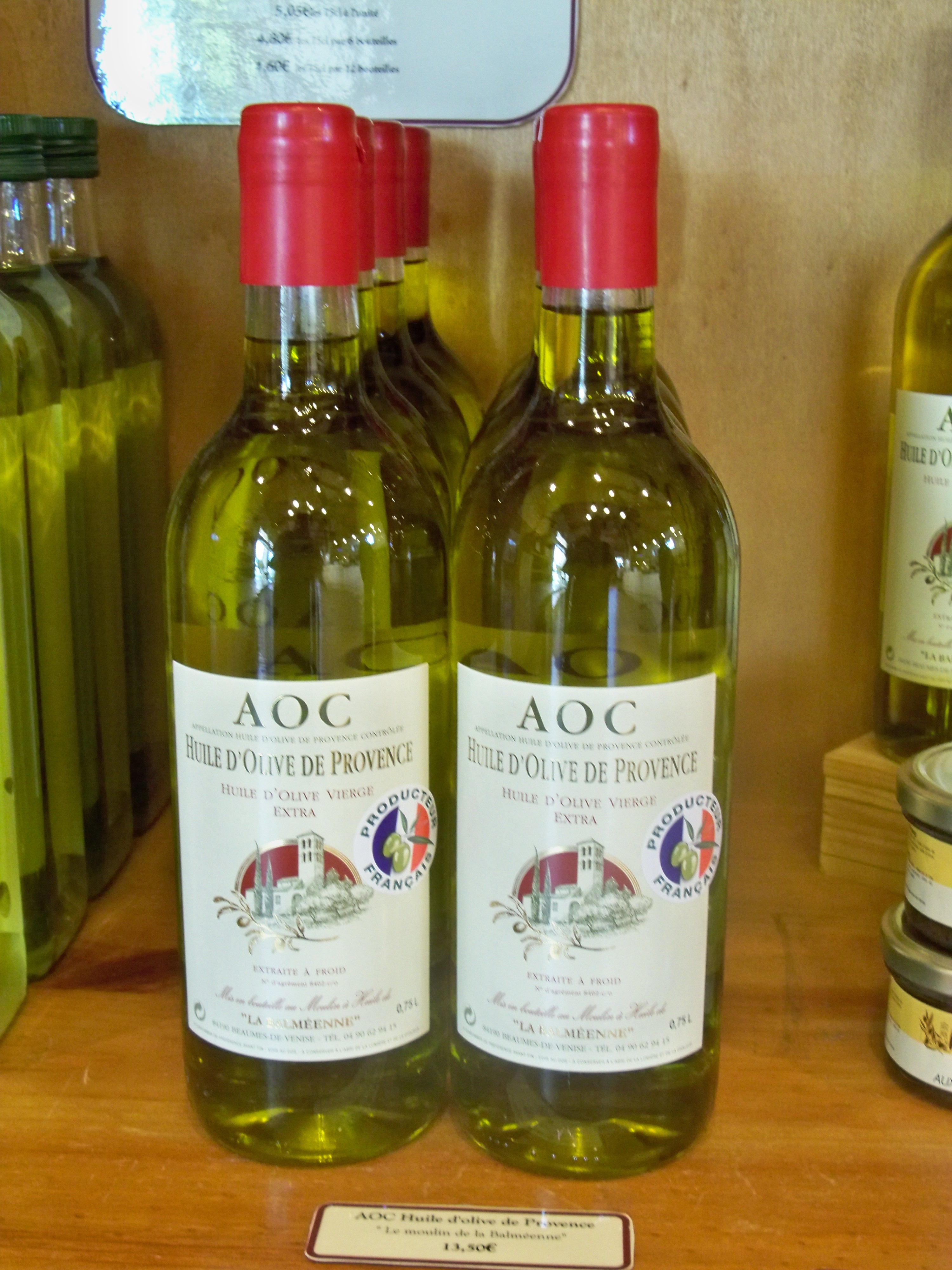
Huile d'olive de Provence AOC, Beaumes-de-Venise.

### Contexte général
La France est le 19e producteur mondial (4 672 tonnes) mais le 5e plus gros consommateur avec 61 000 tonnes soit 66, 5 millions de bouteilles d'un litre. Les plus importants départements producteurs sont les Bouches-du-Rhône (25,4 %), le Gard (15,3 %), le Var (13,5 %), la Drôme (12,3 %), le Vaucluse (8,9 %), les Alpes-Maritimes (7,8 %) et les Alpes-de-Haute-Provence (6,4 %). Ils sont tous producteurs de l'AOC Huile d'olive de Provence.
La commercialisation de l'huile d'olive se fait essentiellement par les grandes et moyennes surfaces (GMS) avec 66 % du marché. Viennent ensuite le hard discount (17 %), l'industrie agro-alimentaire (14 %), les épiceries et les marchés (6 %). La vente directe sur le lieu de production n'est pas encore une pratique courante puisque les producteurs et les moulins n'assurent chacun que 3 %. Le secteur de vente le plus dynamique reste le hard discount avec une progression annuelle qui augmente de 3 à 4 %.

### Marché local
C'est dans ce contexte général que s'inscrit la dernière née des AOC oléicoles avec un profil encore atypique. Sa commercialisation, selon les années, varie entre 40 et 50 % du total de la production. Ce qui ne représente que 2 % de part de marché au niveau national. Cette auto-consommation sur place tend à s'estomper face à une plus forte production et à une dynamique commerciale plus développée.  
La mise en marché est tout d'abord locale, à partir de chaque moulin, et régionale (foires et marchés de Provence). Elle représente 75 % des ventes, Puis nationale, avec 20 % des ventes qui s'effectuent sur l'ensemble du territoire.

### Moulins à huile
La zone de production de l'huile d’olive de Provence AOC compte plus de 80 moulins, privés ou coopératifs, auxquels s’ajoute une trentaine de producteurs qui assurent la vente de leur huile. Le syndicat de l'appellation, regroupe plus de cinquante moulins.
| Département             | Moulins |
| ----------------------- | --- |
| Alpes-de-Haute-Provence | Moulin des Varzelles (Les Mées), Moulin de l'Olivette (Manosque), Moulin des Pénitents, Moulin Salvator et Moulin Fortuné Arrizi (Les Mées), Moulin Paschetta (Oraison), Le Moulin de Peyrouses à Sourribes, Le Moulin Le Terroir, à Reillanne, Le Moulin Bonaventure à Valensole, le Moulin du Luberon à Volx, |
| Alpes-Maritimes         | Moulin du Syndicat Oléicole d'Entrevaux |
| Bouches-du-Rhône        | Moulin de Bédarrides, Moulin du mas Saint-Jean et la Récuperado (Fontvieille), Coopérative de la vallée des Baux et Mas des Barres (Maussane), Moulin Moderne Rossi, Moulin Coopératif, les Magnarelles et Moulin du Mas neuf (Mouriès), Moulin de la Cravenco (Raphèle-lès-Arles) |
| Var                     | Domaine du Souviou (Le Beausset), Moulin de La Malissonne (La Cadière-d'Azur), Coopérative de Correns, Coopérative la Laborieuse (Cuers), Moulin du Flayosquet (Flayosc), Moulin Gervasoni (Aups), Moulin de Callas, Moulin Lou Calen et Moulin de Saint-Cassien (Draguignan), Moulin du Père Louis (Sollies-Ville) |
| Vaucluse                | Coopérative Oléicole La Balméenne (Beaumes-de-Venise), Moulin du Comtat (Caromb), Moulin Saint-Augustin (Coustellet), Moulin Dauphin et Moulin Oliversion (Cucuron), Moulin du Clos des Jeannons (Gordes), Moulin du Débat (Jonquières), Moulin Olives et Traditions (Le Thor), Moulin Yves Siaud (Malaucène), coopérative oléicole du Moulin la Colombe (Malemort-du-Comtat), Moulin à huile Le trésor des oliviers (Mazan), Moulin du Vieux Château ou Moulin Boudoire (Mérindol), Moulin à huile Mathieu (Oppède), La Goutte d'Or provençale (Piolenc), Moulin de la Retanque (Saint-Saturnin-lès-Avignon), Huileries de Sérignan (Sérignan-du-Comtat), Moulin à Huile de Maryline (Saint-Hippolyte-le-Graveyron) et Moulin itinérant Yvan Gras (Travaillan). |

### Marché extérieur
L'exportation est un secteur prometteur qui a tendance à se développer avec 5 % des ventes. Des points d'ancrage significatifs existent avec en Amérique du Nord, au Japon et en Europe du Nord.

## Huile d'olive de Provence dans les arts

### Gastronomie

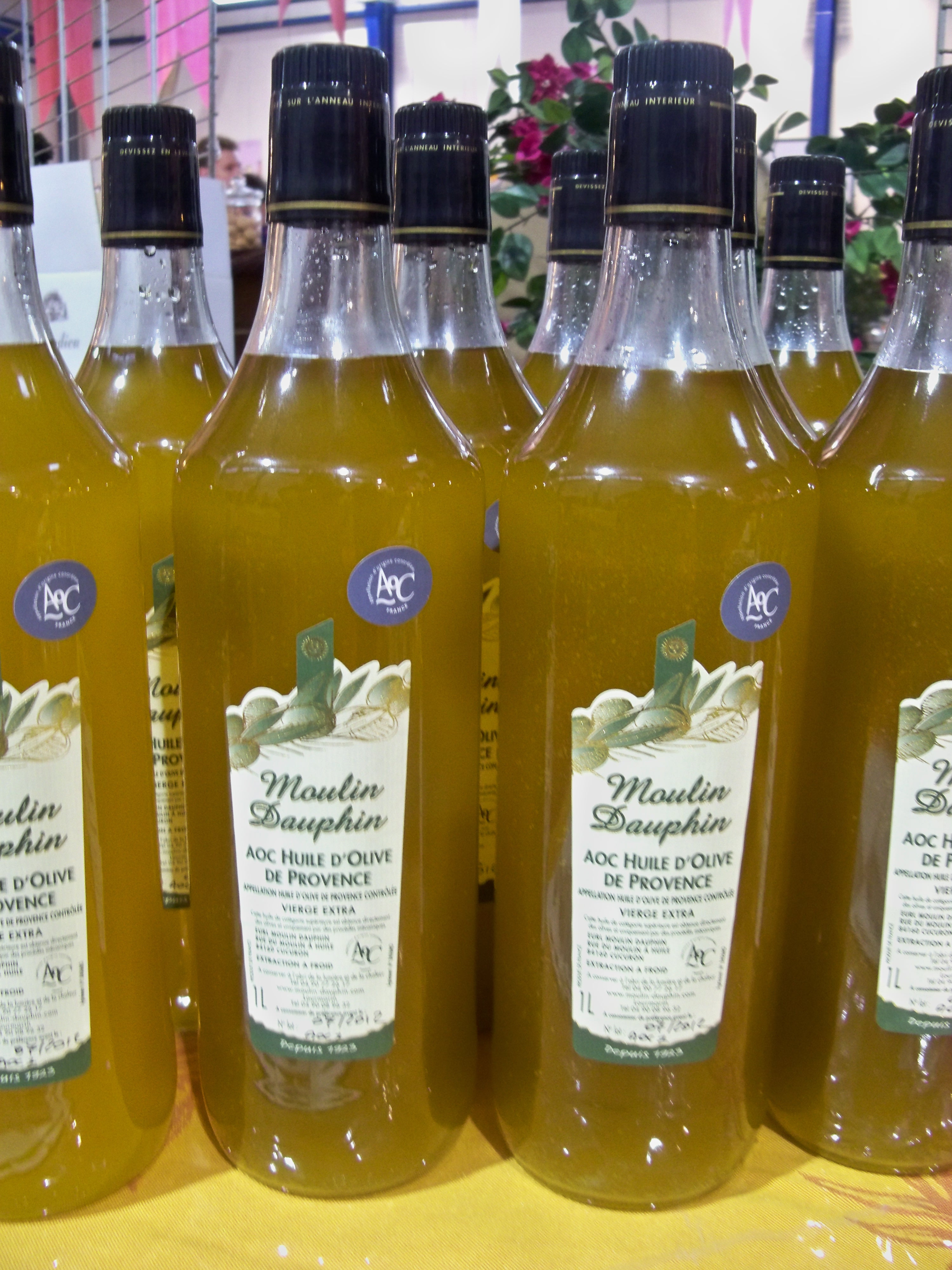
Huile d'olive de Provence AOC, Cucuron.

Il est fait la distinction entre deux savoir-faire spécifiques, le travail de l'olive fraîche et celui de l'olive maturée. C'est la première AOC oléicole à faire ce distinguo.  Quand il est respecté un laps de temps de trois jours maximum entre la récolte et la trituration, sa dénomination est « AOC Huile d’Olive de Provence ». Au-delà et jusqu'à dix jours, elle devient « AOC Huile d’Olive de Provence-olives maturées ». Dans la première ressortent des arômes végétaux où domine l’artichaut cru. En bouche, son fruité est intense avec des notes herbacés, l'huile offre un panel d'arômes de fruits  secs et de feuilles de tomates. Elle reste assez ardente et amère en sa prime jeunesse. La seconde, peu ou pas ardente, sans amertume, se caractérise par des arômes de sous-bois et de fumé. En bouche apparaissent des notes de pain grillé, d'olive noire, de sous-bois et ressort le goût d'artichaut violet cuit.
« Ces deux espaces sensoriels spécifiques, telles deux grandes familles de produits issues d’un même terroir, se distinguent par deux savoir-faire liés à leur méthode de fabrication » estime Olivier Nasles, le président du syndicat AOC Huile d’Olive de Provence.

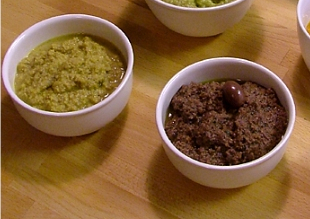
Tapenade verte et noire.

Elle est l'accompagnement parfait de toute cuisine provençale. Parmi les mets qui nécessite cette huile d'olive sous peine d'être dénaturés, il y a l'anchoïade, l'aigo boulido, l'aïoli, le caviar d'aubergine, les tomates à la provençale, la bohémienne, les beignets de fleurs de courgette, la pompe à l'huile et la tapenade.

### Littérature
Le 15 novembre 1661, Jean Racine écrivait d'Uzès : « L’huile, que l’on tire ici des plus belles olives du monde, remplace le beurre et j’appréhendais bien ce changement. Mais j’en ai goûté dans les sauces, et sans mentir, il n’y a rien de meilleur ».
Le 16 mars 1672, Madame de Sévigné confiait à sa fille résidant à Grignan : « Je ne saurais vous plaindre de n’avoir point de beurre en Provence puisque vous avez de l’huile admirable ».
Quant à l'abbé Couture, curé de Miramas, il réécrivait l'Histoire dans son Traité de l’Olivier paru en 1786 : « Notre Provence est la terre natale de l'olivier. D'ici, il a pu être facilement transporté par mer dans l’Italie et l’Afrique et encore dans la Grèce ».

### Peinture
Le 8 mai 1889, Vincent van Gogh quittait Arles, ayant décidé de lui-même d'entrer dans l'hôpital psychiatrique de Saint-Paul-de-Mausole, à Saint-Rémy-de-Provence où il resta une année. Au cours de celle-ci, il a eu trois crises importantes : en mi-juillet, en décembre et entre février et mars 1890. Ce fut là, et entre ses crises, qu'il peignit maintes fois les oliviers. Il écrivit à sa sœur Wilhelmina : « Je ne sais si tu comprendras que l'on puisse dire de la poésie rien qu'en arrangeant bien les couleurs... De même des lignes bizarres, cherchées et multipliées, serpentant dans tout le tableau doivent non pas donner le jardin dans sa ressemblance vulgaire, mais nous le dessiner comme vu dans un rêve, à la fois dans le caractère et pourtant plus étrange que dans la réalité ». 

Œuvres de Vincent van Gogh
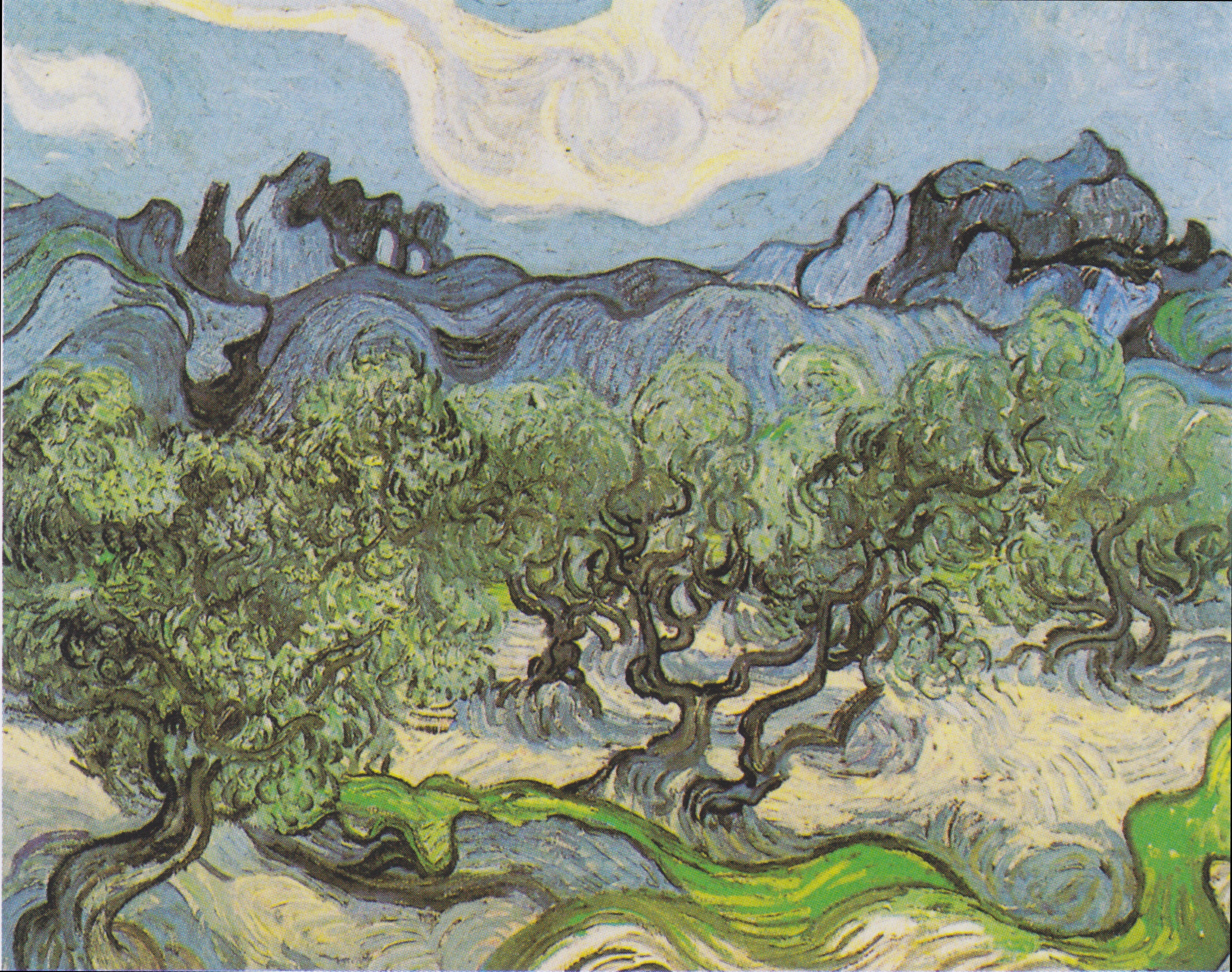
Oliviers dans les Alpilles Vincent van Gogh, juin 1889.
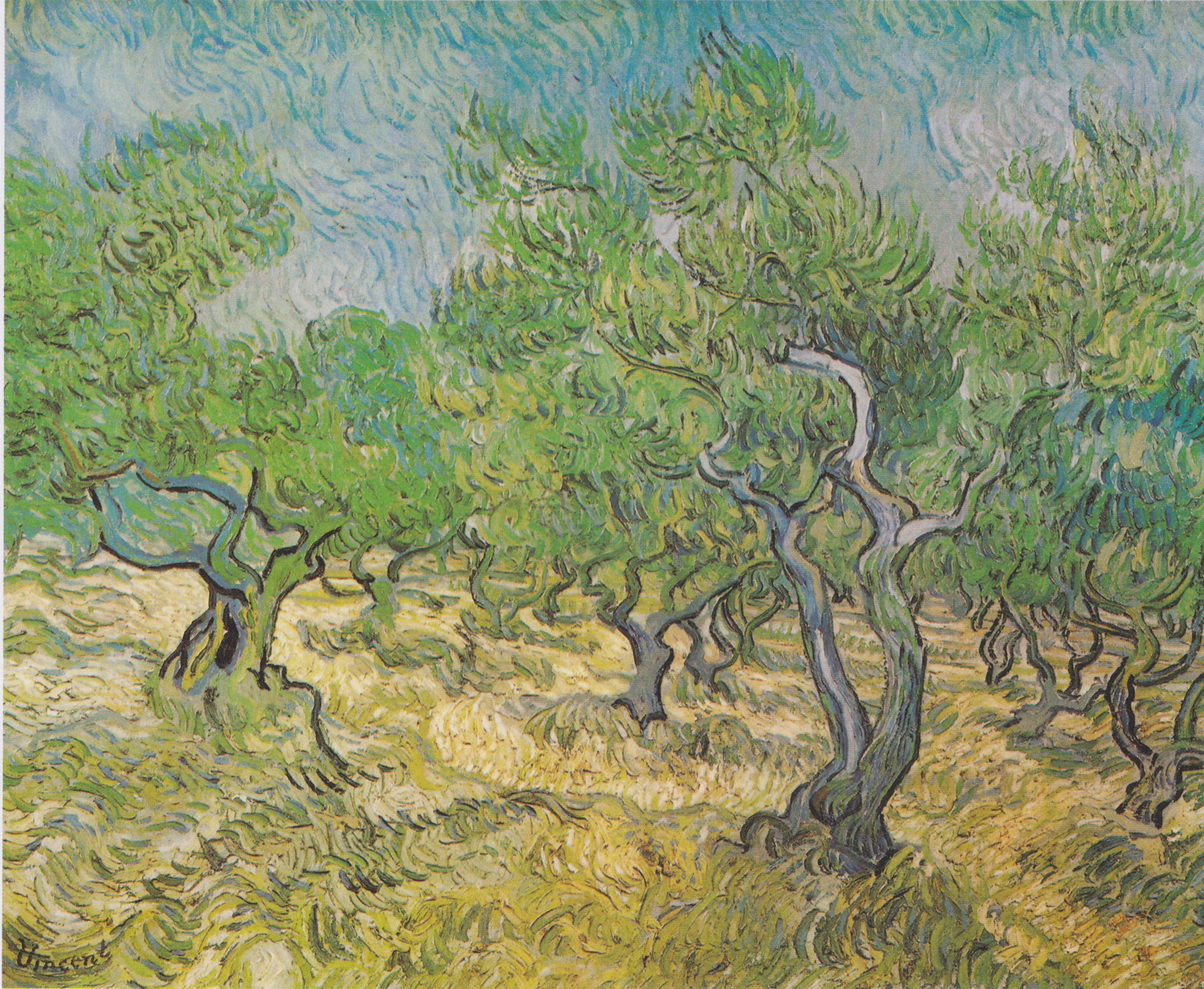
Oliveraie Vincent van Gogh, juin 1889 .
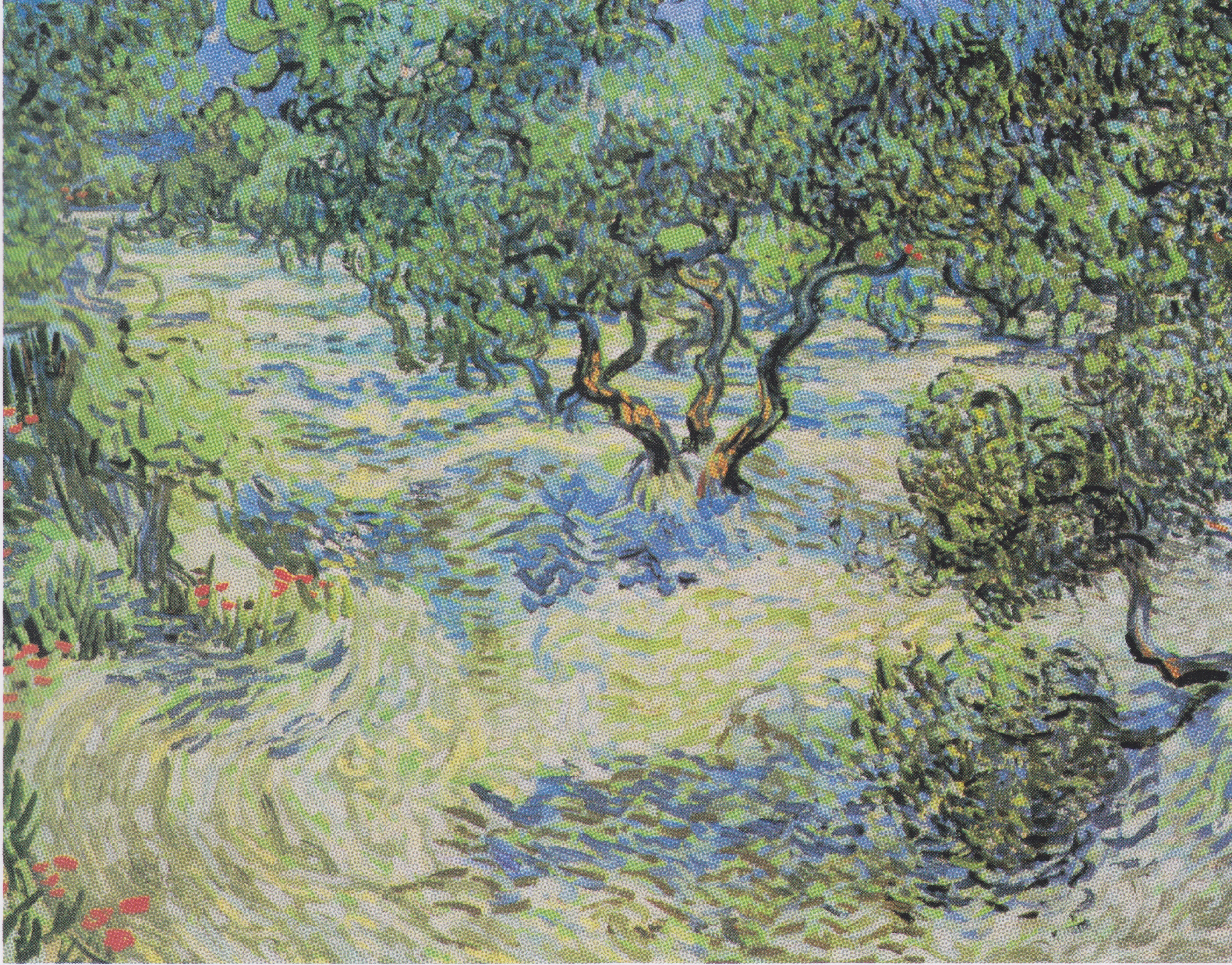
Oliviers Vincent van Gogh, juin 1889 .
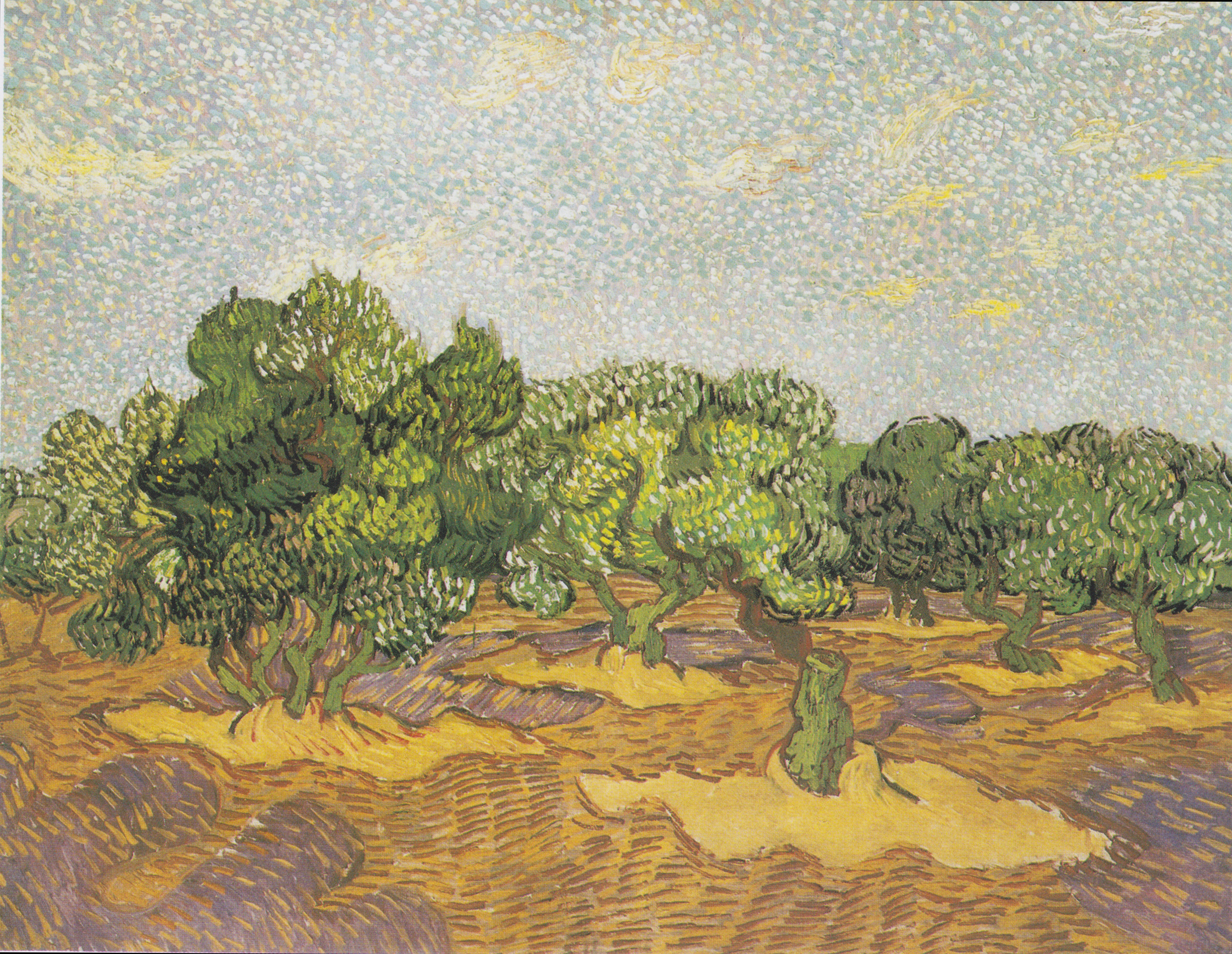
Verger d'olivier Vincent van Gogh, novembre 1889.

## Produits dérivés

### Huile pour lampe

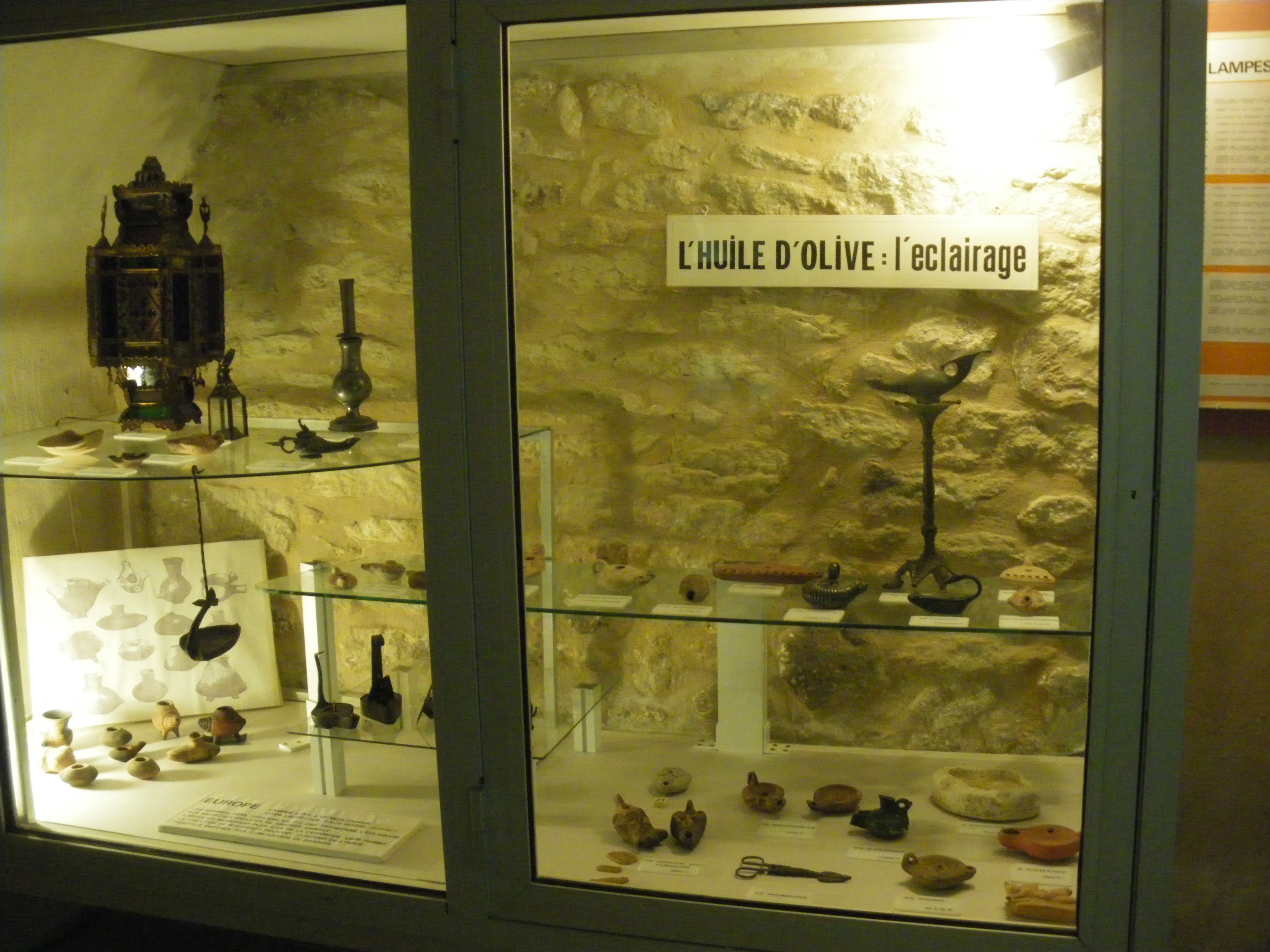
Musée du Moulin des Bouillons à Saint-Pantaléon.

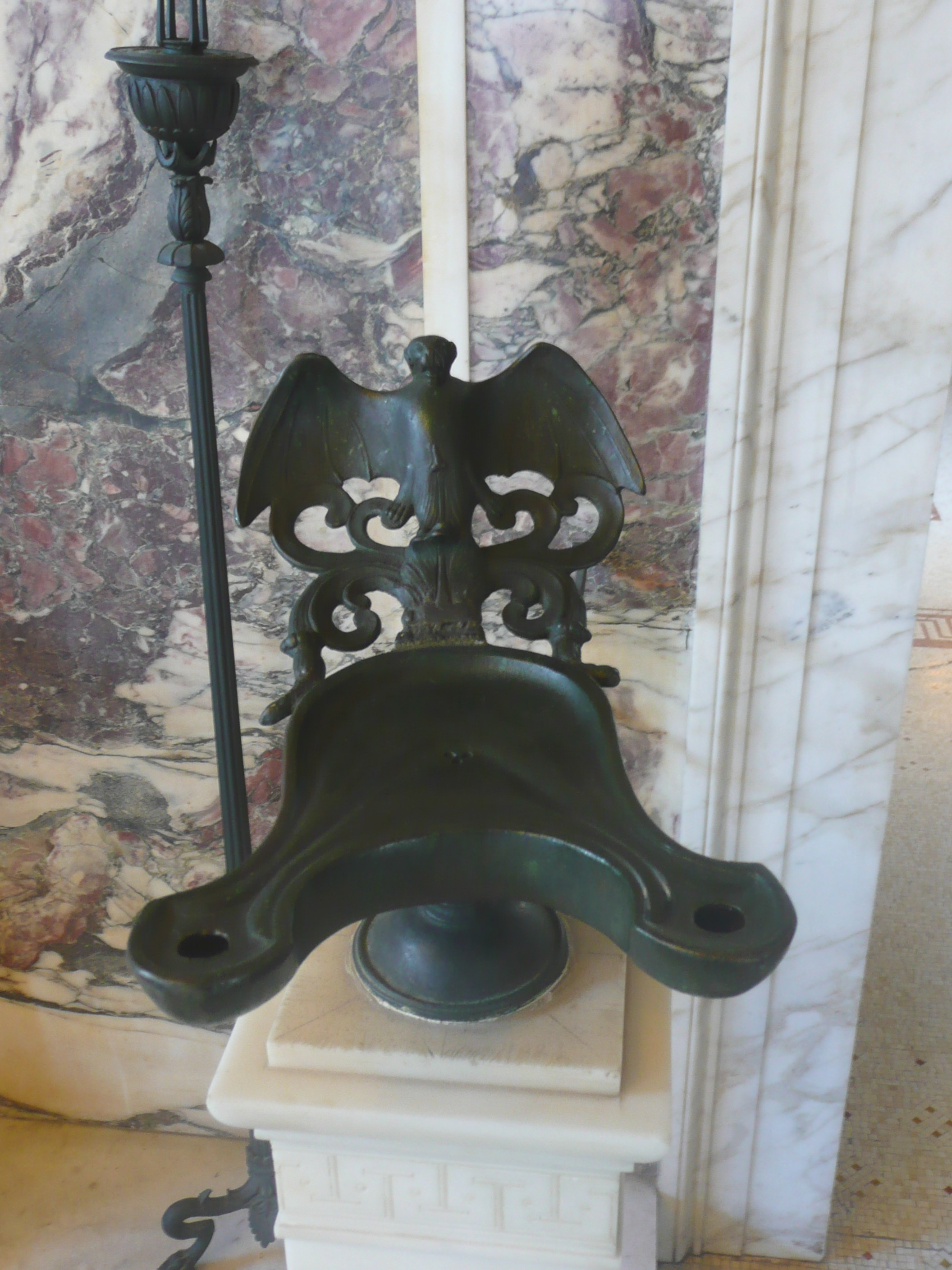
Lampe à huile double en bronze exposée à Beaulieu-sur-Mer.

La lampe à huile, connue depuis la plus haute antiquité, a utilisé une huile d'olive lampante. C'était une huile impropre à la consommation. Elle fut largement utilisée jusqu'au XIXe siècle puis remplacée par des huiles d'une autre origine végétale ou d'origine minérale. Les huiles d'olive lampantes, dites aussi huiles à brûler, provenaient de tout le pourtour du bassin méditerranéen. Elles étaient destinées à l'éclairage, mais aussi à la fabrication des savons et au graissage des pièces des premières machines à vapeur.
Cette huile lampante a reçu une définition au niveau de l'Union Européenne dans le cadre de l'organisation commune des marchés de l'huile d'olive. C'est une huile d'olive vierge dont l'acidité libre, exprimée en acide oléique, est supérieure à 2 grammes pour 100 grammes. Impropre à la consommation elle est raffinée ce qui la rend incolore, inodore et sans saveur. Mélangée à de l'huile d'olive vierge, qui lui donne couleur, saveur et arôme, elle est alors commercialisée en tant qu'huile d'olive.

### Savon de Marseille

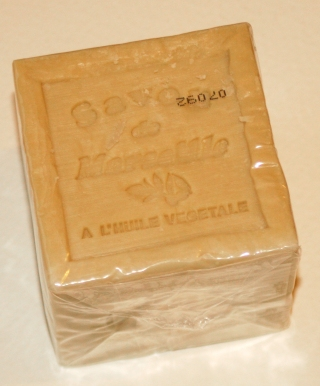
Savon de Marseille.

Le savon, à Marseille, commença à être fabriqué dès le retour des croisades. Le stade artisanal de sa fabrication dura jusqu'au XVIe siècle. Un siècle plus tard, la production des savonneries arrivait à peine à approvisionner le marché provençal. En 1660, la ville comptait sept savonneries produisant 20 000 tonnes. Un siècle plus tard, en 1786, le succès du savon de Marseille était devenu tel que quarante-huit savonneries étaient en activité dans la ville, produisant 76 000 tonnes. 
L'apparition des huiles de graines fit, peu à peu, diminuer la quantité d'huile d'olive qui passa d'une moyenne de 250 000 hectolitres par an à 130 000 hectolitres dans la seconde moitié du XIXe siècle.
La Première Guerre mondiale porta un coup à cette industrie. La production passa de 180 000 tonnes en 1913 à 52 817 tonnes en 1918. Puis elle remonta jusqu'à 120 000 tonnes en 1938. Aujourd'hui quatre entreprises provençales continuent à mettre en marché ce savon. 

### Poterie

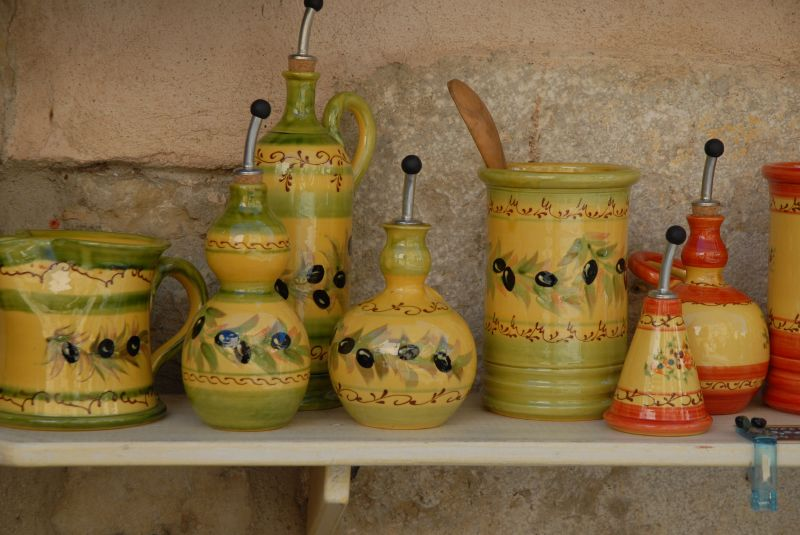
Poteries provençales pour huile et olives.

La poterie provençale a pris ses lettres de noblesse depuis des siècles grâce à l'art des potiers d'Aubagne, Moustiers, Biot, Vallauris, Dieulefit ou Cliousclat. De nos jours, on en compte par centaines, et ils ont essaimé dans nombre de villages de Provence. La multiplication de Foires aux potiers chaque été est la preuve du dynamisme de leur production où se retrouve en majorité la vaisselle de terre. 
Cette vaisselle est depuis toujours omniprésente dans les cuisines provençales. Avant de devenir un élément décoratif, elle servait à conserver les réserves et à apprêter un certain nombre de mets. La ménagère disposait de jarres pour l'huile et les olives, de mortiers pour piler l'ail et monter l'aïoli ou bien faire la tapenade. Cette vaisselle fut à la base de l'actuelle gastronomie provençale où règne l'huile d'olive.

## Musées
La Provence compte sept musées consacrés en tout ou en partie à l'olivier et à son huile, dont l'un est en Drôme provençale.
- Musée de l'olivier, château Grimaldi, Les Hauts-de-Cagnes, Cagnes-sur-Mer
- Musée des arts et traditions populaires, 15 rue Joseph-Roumanille, Draguignan
- Musée des Alpilles, place Favier, Saint-Rémy-de-Provence
- Musée d'Arles antique presqu'île du cirque romain, Arles
- Conservatoire de l'olivier, Île de Porquerolles
- Musée de l'olivier, place Olivier-de-Serres, Nyons
- Écomusée de l'olivier, route de Forcalquier, Volx[75]
- Musée de la Vigne et de l'Olivier de Château Virant[76], Lançon-Provence